# Magda Linette
Magda Linette (ur. 12 lutego 1992 w Poznaniu) – polska tenisistka, reprezentantka kraju w Pucharze Billie Jean King oraz na Igrzyskach Olimpijskich 2016 w Rio de Janeiro i 2020 w Tokio. Zwyciężczyni trzech turniejów WTA w grze pojedynczej i dwóch w grze podwójnej. Trzecia najwyżej klasyfikowana polska zawodniczka w historii rankingu WTA. Półfinalistka wielkoszlemowego Australian Open 2023 w grze pojedynczej i French Open 2021 w grze podwójnej.

## Kariera tenisowa

### Początki
Pierwsze treningi rozpoczęła w wieku pięciu lat. Trenerem został jej ojciec Tomasz, który do dziś zawodowo uczy gry w tenisa. Jej następnymi szkoleniowcami byli Michał Dembiński, Jakub Rekoś oraz Jakub Piter. W 2006 została mistrzynią Europy do lat 14 oraz srebrną medalistką Drużynowych Mistrzostw Europy do lat 16. W 2007 wygrała turniej o Puchar Prezesa Grunwaldu. Rok później razem z Mateuszem Szmigielem zwyciężyli w narodowych mistrzostwach Polski w grze mieszanej. W Moskwie w parze z Paulą Kanią wygrała Mistrzostwa Europy do lat 16. W 2009 została wicemistrzynią kraju, w finale przegrywając z Aleksandrą Rosolską 1:6, 6:7(2). Również tego roku uzyskała status profesjonalny.

### 2010–2014
W maju 2010 otrzymała „dziką kartę” do turnieju eliminacyjnego Polsat Warsaw Open, gdzie przegrała w drugiej rundzie z rozstawioną z numerem 1. Anną Czakwetadze. 13 czerwca wygrała swój pierwszy turniej ITF w Szczecinie. W sumie, od czerwca do września, startując w siedmiu turniejach, w sześciu doszła do finału, z czego w czterech wygrała. Poza zwycięstwem w stolicy województwa zachodniopomorskiego, okazała się najlepsza w Hechingen, Versmold i Katowicach. W meczach o tytuł uległa w Toruniu i Zagrzebiu. Odniosła 21 zwycięstw z rzędu, co było najdłuższą serią zwycięstw w historii polskiego tenisa zawodowego. W listopadzie wystąpiła w finale singla i debla (wraz z Paulą Kanią) w Zawadzie. W 2010 najwyżej wspięła się na 176. miejsce, tym samym będąc drugą Polką, po Agnieszce Radwańskiej w rankingu WTA. Rok zakończyła na 194. pozycji z bilansem meczów 42-10.
W 2011, po raz pierwszy w karierze, została powołana do reprezentacji w rozgrywkach Fed Cup. W dniach 2–5 lutego w Ejlacie Polki przystąpiły do rywalizacji w ramach Grupy I Strefy Euro-Afrykańskiej. Linette w swoim debiucie, w meczu z Bułgarią, poniosła porażkę z Elicą Kostową 4:6, 6:4, 6:7(5). Następnie przegrała również swoją singlową grę przeciwko Julji Gluszko 5:7, 3:6. Mimo tego, Polki pokonały zespół Izraela 2:1. Premierowego zwycięstwa Linette dla reprezentacji doczekała się za trzecim podejściem – w meczu z Luksemburgiem wygrała z Anne Kremer 6:1, 6:1. W barażach o miejsca w Grupie Światowej Polki zmierzyły się z Białorusinkami. Linette uległa Woldze Hawarcowej 6:7(3), 6:7(0). W kolejnych miesiącach czterokrotnie, bez powodzenia, walczyła o tytuł gry podwójnej w cyklu ITF. Z różnymi partnerkami dotarła do finałów w Casablance, Rzymie, Mestre i ponownie z Kanią w Zawadzie. W zestawieniu kończącym sezon uplasowała się na 248. miejscu.
W 2012 osiągnęła finały w turniejach ITF, we Florencji i Kristinehamn oraz wygrała w Pradze, zdobywając singlowy tytuł po ponad dwuletniej przerwie. W stolicy Czech wystąpiła również w finale debla, wraz z Kateřiną Kramperovą. Dodatkowo w grze podwójnej, z partnerującą jej Katarzyną Piter zwyciężyły w Ystad, Équeurdreville i Ankarze. Zdobyła także tytuł w Limoges, w parze z Sandrą Zaniewska. Na zakończenie sezonu została sklasyfikowana na 296. miejscu.
W maju 2013 w Civitavecchii dotarła do finału gry pojedynczej i podwójnej w turnieju ITF. Tydzień później, wraz z Chanel Simmonds zwyciężyła w Johannesburgu. W tym samym miesiącu po raz pierwszy wystąpiła w turnieju głównym zawodów cyklu WTA Tour. W Strasburgu udanie przeszła przez trzystopniowe kwalifikację; pokonała w nich Palinę Piechawę 6:0, 6:3, Lenkę Juríkovą 6:2, 6:4 i Mašę Zec-Peškirič 6:2, 6:0. W swoim debiutanckim meczu w głównej drabince, jako 241. rakieta świata zwyciężyła klasyfikowaną na 76. pozycji Olgę Puczkową 6:4, 7:6(2). W drugiej rundzie uległa jednak późniejszej zwyciężczyni, Alizé Cornet, 3:6, 4:6. Na przestrzeni czerwca i lipca, w parze z Paulą Kanią wygrała turnieje ITF w Mariborze i Toruniu. W Baku, po raz kolejny w sezonie udanie przeszła przez turniej eliminacyjny w rozgrywkach WTA. Wygrała w nim z Inés Ferrer 7:6(9), 6:7(5), 6:3 i Iryną Buriaczok 6:2, 7:5. W turnieju głównym, na otwarcie pokonała zeszłoroczną finalistkę Julię Cohen 6:2, 6:3. Następnie zwyciężyła z Kristýną Plíškovą 3:6, 6:1, 6:2, w kolejnym meczu przegrywała 3:6, 1:4 z Uns Dżabir. Tunezyjka jednak poddała spotkanie z powodu kontuzji prawej kostki, tym samym Linette dotarła do premierowego półfinału w rozgrywkach głównego cyklu. W meczu o finał została pokonana przez Szachar Pe’er 1:6, 1:6. Za występ w stolicy Azerbejdżanu otrzymała 140 punktów do rankingu i awansowała z 226. na 159. miejsce, poprawiając swój dotychczasowy najlepszy rezultat. W cyklu ITF, we wrześniu osiągnęła finał debla w Loughborough. Natomiast w październiku, również w grze podwójnej, wywalczyła trofeum w Limoges. W zestawieniu kończącym sezon rozgrywek na poziomie WTA zajęła 148. pozycję. W listopadzie i grudniu z powodzeniem występowała w turniejach rangi ITF. Osiągnęła finały w Nantes i Navi Mumbai, oraz zwyciężyła w Pune. Dzięki tym rezultatom w notowaniu z 23 grudnia znalazła się na 123. miejscu.
W kwietniu 2014 zanotowała występ w turnieju głównym w Katowicach. Odpadła w pierwszej rundzie, ponosząc porażkę z Klárą Koukalovą 4:6, 3:6. Osiągnęła ćwierćfinał zawodów w Kuala Lumpur, w którym przegrała z drugą najwyżej rozstawioną Zhang Shuai 2:6, 6:2, 1:6. W cyklu ITF, w maju razem z Amrą Sadiković doszła do finału w Edgbaston. Natomiast w październiku zdobyła tytuł w Goyang. Następnie wygrała turniej kategorii WTA Challenger Tour w Ningbo. W drodze po tytuł zwyciężyła z Szachar Pe’er 6:4, 3:6, 6:3, Xu Yifan 6:1, 6:4, oraz Zheng Saisai 1:6, 7:5, 6:3. W meczu półfinałowym okazała się lepsza od Pauli Kanii 6:1, 6:1, a w finale pokonała Wang Qiang wynikiem 3:6, 7:5, 6:1. Był to dla Polki największy sukces w dotychczasowej karierze. Za ten triumf zainkasowała 160 rankingowych punktów. Następnie dotarła do ćwierćfinału Challangera w Tajpej, tym samym osiągając serię 12 wygranych spotkań z rzędu. Zatrzymała ją Anna-Lena Friedsam. Linette zakończyła sezon na 117. pozycji.

### 2015
Na początku sezonu, po przegranych w eliminacjach do turniejów w Shenzhen i wielkoszlemowego Australian Open, odniosła 11 zwycięstw z rzędu, w zawodach z cyklu ITF. Wygrała turnieje w Grenoble i Nowe Delhi. Została zatrzymana w drugiej rundzie w Aurangabadzie, przez Dalilę Jakupović. W marcu Linette wystartowała w zawodach WTA w Kuala Lumpur. Na początek przeszła przez eliminację, pokonując Sopię Szapatawą 6:3, 7:5 i Fangzhou Liu 6:2, 6:1. W głównej drabince pokonała Wang Qiang. W drugiej rundzie, po ponad 3 godzinach walki, uległa Kurumi Narze 5:7, 7:5, 6:7(6). W Katowicach również przystąpiła do turnieju eliminacyjnego. Jako rozstawiona z 1. otrzymała wolny los w pierwszej rundzie. Następnie wygrała z Ludmyłą Kiczenok, która skreczowała przy stanie 6:1, 4:0 dla Polki. Zwyciężając Jelizawietę Kuliczkową 6:4, 5:7, 7:5, zapewniła sobie awans do turnieju głównego. W nim pokonała Annę-Lenę Friedsam 7:6(5), 6:4. W drugiej rundzie przegrała z późniejszą finalistką Camilą Giorgi 7:6(3), 2:6, 3:6. W grze podwójnej, razem z Alizé Cornet dotarły do półfinału. Po turnieju w Katowicach zadebiutowała w gronie stu najlepszych tenisistek świata. Awansowała na 99 pozycję, zostając dziewiątą w historii Polką w Top 100 rankingu WTA. W maju, po raz pierwszy w karierze wystąpiła w turnieju głównym imprezy Wielkoszlemowej. Na Roland Garros odpadła w pierwszej rundzie po porażce z Flavią Pennettą 3:6, 7:5, 1:6. Polce udało się natomiast wygrać jeden mecz w turnieju debla. Część sezonu rozgrywana na kortach trawiastych, przyniosła Poznaniance premierowe zwycięstwo na tej nawierzchni w głównym cyklu. W Nottingham pokonała Danielę Hantuchovą 6:2, 4:6, 7:6(4). Następnie jednak, nie wykorzystała 8 piłek meczowych i uległa Lauren Davis 7:5, 6:7(13), 2:6. Osiągnęła finał turnieju ITF Ilkley. W meczu o tytuł lepsza okazała się Anna-Lena Friedsam. Na Wimbledonie w swoim debiucie poddała spotkanie z Kurumi Narą. Poślizgnęła się przy jednej z akcji, odczuwając przez to ból, który uniemożliwił jej ukończenie pojedynku; Japonka prowadziła 3:6, 6:3, 4:3. Wraz z Mandy Minellą przeszły dwustopniowe eliminację gry podwójnej, później jednak nie sprostały parze Timea Babos-Kristina Mladenović 4:6, 1:6. Zrezygnowała z występu w Bukareszcie. Następnie otrzymała „dziką kartę” od organizatorów turnieju w Baku. Powróciła do azerskiej stolicy po zeszłorocznej absencji. Przegrała jednak w pierwszej rundzie z Aleksandrą Panową 4:6, 1:6. W Waszyngtonie miała pewne miejsce w drabince. Na otwarcie uległa późniejszej mistrzyni turnieju Sloane Stephens 2:6, 1:6. W Toronto i New Haven odpadła w eliminacjach. Pierwszy mecz w Wielkoszlemowym turnieju wygrała podczas US Open. W Nowym Jorku pokonała Urszulę Radwańską 7:6(3), 6:1. W drugiej rundzie przegrała z jej starszą siostrą Agnieszką 3:6, 2:6. Z turnieju gry podwójnej odpadła po pierwszym spotkaniu. Polka wycofała się z udziału w Challangerze w Dalian.
Następnie wystąpiła w Tokio. Odpadła tam w pierwszej rundzie debla. W singlu, na otwarcie zrewanżowała się Lauren Davis 6:3, 6:2. W kolejnych meczach pokonała, rozstawioną z numerem 2. Zarinę Dijas 6:2, 7:5 i Hsieh Su-wei 6:3, 6:3. Linette po raz drugi w karierze znalazła się w półfinale zawodów głównego cyklu. Zwyciężyła w nim rozstawioną z 6. Christinę McHale 3:6, 6:4, 6:3. W swoim debiutanckim finale WTA nie sprostała Yaninie Wickmayer 6:4, 3:6, 3:6. Po turnieju w stolicy Japonii awansowała na najwyższą w karierze 64. pozycję. W swoim kolejnym występie w Kantonie, ponownie trafiła na Wickmayer. Tym razem już w pierwszej rundzie przegrała z Belgijką 4:6, 4:6. Nie dostała się do turniejów w Wuhan i Pekinie. W eliminacjach została pokonana kolejno przez Lauren Davis 4:6, 6:7(4) i Marianę Duque 2:6, 1:6. W chińskiej stolicy wystąpiła wraz z Alizé Cornet, odpadając po pierwszym meczu. W Tiencinie pokonała Juliję Putincewa 7:6(3), 6:1. Następnie uległa światowej numer 9. Karolínie Plíškovej 2:6, 1:6. W deblu wspólnie z Tímea Babos przegrały w ćwierćfinale z siostrami Ludmyłą i Nadiją Kiczenok 2:6, 5:7. Polka zrezygnowała z występów w Luksemburgu i zawodach ITF Nankin.
Po raz pierwszy zakończyła rok w Top 100. Na zakończenie sezonu znalazła się na 89. miejscu.

### 2016
Na początku 2016 udała się do Shenzhen. W pierwszej rundzie miała zagrać z Vanią King jednak w ostatniej chwili wycofała się z turnieju, a jej miejsce w drabince zajęła Stefanie Vögele. Mecz deblowy, w którym wraz z Zhang Kailin miały zmierzyć się z Çağlą Büyükakçay i Aleksandrą Krunić, został poddany walkowerem. Następnie Linette przystąpiła do eliminacji w Sydney. Poniosła tam porażkę z Lucie Hradecką 3:6, 3:6. Natomiast w swoim debiucie, w turnieju głównym Australian Open, w pierwszej rundzie przegrała 3:6, 0:6 z Mónicą Puig. Ten sam rezultat osiągnęła w deblu. W parze z Alizé Cornet, przegrały z Kateryną Bondarenko i Olhą Sawczuk.
Po niepowodzeniach w Australii wzięła udział w turnieju ITF rozgrywanym na Maui. Ze względu na zbyt późne zgłoszenie musiała zagrać w eliminacjach. Przeszła je, zwyciężając z Ramu Uedą 6:3, 6:1 i Jessicą Faillą 0:6, 6:1, 6:4. W turnieju głównym pokonała Nan-Nan Zhang 6:2, 7:6(4), a w drugiej rundzie poniosła porażkę z Naomi Broady 6:3, 4:6, 3:6. Polka pozostała na Hawajach, by wystąpić wraz z reprezentacją w rozgrywkach Pucharu Federacji. Ich przeciwniczkami był zespół Stanów Zjednoczonych. Linette przegrała swoje singlowe mecze ze Sloane Stephens 2:6, 4:6 oraz z Venus Williams 1:6, 2:6. Kolejnym startem dla tenisistki z Poznania był turniej w Kaohsiung. W pierwszej rundzie wygrała z Chinką Wang Yafan 7:5, 7:5, w następnym spotkaniu przegrała z rozstawioną z numerem 2. Misaki Doi 2:6, 3:6. Linette próbowała swoich sił w eliminacjach do turnieju w Dubaju. Przegrała w nich z Andreą Hlaváčkovą 6:7(3), 6:2, 2:6. Tydzień później w Katarze, również w pierwszej rundzie eliminacji, ponownie spotkała się z Czeszką, tym razem przegrywając 6:7(2), 6:3, 4:6. Po tych niepowodzeniach Linette wypadła z pierwszej 100 rankingu.
W Kuala Lumpur Polka miała pewne miejsce w głównej drabince. Na inaugurację poniosła porażkę z Sabine Lisicki 4:6, 6:7(5). Po pierwszym spotkaniu odpadła także z gry podwójnej. Razem ze Zhang Kailin uległy parze Liang Chen-Wang Yafan 3:6, 6:2, 5–10. W Indian Wells odpadła w pierwszej rundzie eliminacji, przegrywając z Risą Ozaki 6:2, 6:7(3), 4:6. Następnie wystąpiła w turnieju rangi Challanger w San Antonio. Tam przełamała serię porażek i wygrała z Aną Tatiszwili 6:4, 6:4. W kolejnej rundzie nie sprostała Anie Konjuh 0:6, 6:7(0). W Miami, po raz pierwszy w sezonie udanie przeszła przez eliminacje w cyklu WTA. Wygrała następująco z Tamirą Paszek 6:4, 6:2 i Tatjaną Marią 7:6(4), 6:3. W pierwszej rundzie turnieju głównego pokonała Bethanie Mattek-Sands 6:4, 6:7(7), 6:3. W kolejnym meczu rozegrała jednego gema z dawną liderką rankingu Jeleną Janković, po czym Serbka skreczowała. W trzeciej rundzie Linette przegrała 3:6, 0:6 ze zwyciężczynią całego turnieju, Wiktoryją Azaranką.
Następnie Polka osiągnęła ćwierćfinał w Katowicach. Zwyciężyła Anastazję Szoszynę 6:1, 7:6(5) i Stefanie Vögele 1:6, 7:5, 6:2. W 1/4 finału uległa Pauline Parmentier 2:6, 4:6. W maju wygrała turniej rangi ITF w Cagnes-sur-Mer, pokonując w finale Carinę Witthöft 6:3, 7:5. Dzięki temu triumfowi awansowała w światowym zestawieniu o 21 miejsc i znalazła się na 81. pozycji. Również w turnieju rangi ITF, Magda Linette wystąpiła w Trnawie. Wygrała tam z Elicą Kostovą 6:7(1), 7:6(5), 6:2, natomiast w drugiej rundzie przegrała z Paulą Kanią 5:7, 6:2, 6:7(5). Wycofała się ze startu w Normyberdze. We French Open uległa w pierwszej rundzie Johannie Larsson 3:6, 6:4, 5:7. Linette w parze z Alizé Cornet awansowały do drugiej rundy debla. Polsko-francuski duet zwyciężył z grającymi z dziką kartą Clothilde de Bernardi-Shérazad Reix 6:7(3), 6:3, 6:4, następnie poniósł porażkę z parą Madison Brengle-Tatjana Maria 4:6, 6:2, 1:6. Poznanianka zrezygnowała z występu w Challangerze w Bol.
W Nottingham przegrała w pierwszej rundzie z Christiną McHale 1:6, 4:6. Następnie wystartowała w eliminacjach w Birmingham. Wygrała z Vanią King 6:4, 6:4, a w fazie finałowej ponownie zmierzyła się z Christiną McHale, ponosząc porażkę 4:6, 3:6. Mimo to znalazła się w turniejowej drabince jako szczęśliwa przegrana, lecz już w pierwszej rundzie musiała uznać wyższość rywalki, którą była Andrea Petković 4:6, 2:6. W Easbourne, w pierwszej rundzie eliminacji, Polka poddała spotkanie z Denisą Allertovą przy stanie 1:5. Także na Wimbledonie pożegnała się z turniejem pierwszego dnia, przegrywając z Samanthą Stosur 5:7, 3:6.
Później pojawiła się w Stanford, gdzie wygrała z Kristýną Plíškovą 2:6, 6:2, 7:5, lecz w kolejnym spotkaniu musiała uznać wyższość Venus Williams, ulegając 3:6, 7:6(6), 2:6. W grze deblowej Polka wraz z Julją Gluszko przegrały w pierwszej rundzie z późniejszymi triumfatorkami turnieju Raquel Atawo-Abigail Spears 3:6, 4:6. W Montrealu w eliminacjach otrzymała wolny los w pierwszej rundzie, ze względu na wycofania innych zawodniczek. W drugiej rundzie zwyciężyła Sabine Lisicki 7:5, 6:2. W turnieju głównym przegrała z Petrą Kvitovą 1:6, 2:6. Linette ze względu na zbyt niski ranking znajdowała się na tzw. liście oczekujących na możliwość gry w igrzyskach olimpijskich. W wyniku rezygnacji wielu wyżej notowanych zawodniczek Polka, jako 83. rakieta globu otrzymała szansę na występ. Poznanianka przybywała już wtedy w chińskim Nanchangu, gdzie miała przystąpić do rywalizacji jako najwyżej rozstawiona. Zrezygnowała jednak z udziału w tym turnieju i udała się do Rio do Janeiro. Tam Linette przegrała w pierwszej rundzie z Anastasiją Pawluczenkową 0:6, 3:6. W Cincinnati i New Haven nie przeszła eliminacji, odpowiednio przegrywając z Alison Riske 6:1, 4:6, 4:6 i Anastasiją Sevastovą 3:6, 6:3, 3:6. W pierwszym meczu US Open trafiła na Dominikę Cibulkovą, przegrywając z nią 2:6, 3:6.
Linette wycofała się z zawodów WTA Challenger Dalian. Następnie zagrała w Tokio, gdzie uniknęła gry w eliminacjach po wycofaniu się Nicole Gibbs. W pierwszej rundzie zwyciężyła nad Eriką Semą 6:1, 6:0, lecz przegrała w drugiej rundzie z Viktoriją Golubic 2:6, 7:6(5), 3:6. Polka nie obroniła punktów za zeszłoroczny finał i zanotowała spadek z 88. na 109. pozycję. Pozostała w Tokio, występując w turnieju wyższej kategorii i wygrała tam trzystopniowe kwalifikację. Zwyciężyła w nich Yuki Chang 6:0, 7:5, Makoto Ninomiya 6:4, 6:0 i Nao Hibino 6:2, 6:4. W pierwszej rundzie pokonała Olesię Pierwuszynę 4:6, 6:2, 6:3. W kolejnym spotkaniu, obroniwszy dwie piłki meczowe, wygrała z Juliją Putincewą 4:6, 6:3, 7:5. W ćwierćfinale przegrała z Caroline Wozniacki 4:6, 3:6. W Pekinie odpadła po pierwszym meczu eliminacyjnym, ulegając Nicole Gibbs 1:6, 2:6. Kolejnym startem dla Linette były zawody Tianjin Open. W grze pojedynczej wygrała z Niną Stojanović 7:6(6), 6:0, w następnej rundzie po raz drugi w sezonie przegrała z Alison Riske 3:6, 6:7(2). W deblu wystąpiła razem z Chinką Xu Yifan. Pokonały pary María Irigoyen-Tatjana Maria 6:3, 6:3 i Hiroko Kuwata-Ayaka Okuno 7:5, 6:3. W półfinale zwyciężyły Olhę Sawczuk i Wang Yafan 7:5, 6:7(3), 10–2. Tym samym Linette awansowała do drugiego deblowego finału głównego cyklu w swojej karierze. Polka i Chinka nie zdobyły tytułu, w finale uległy duetowi Christina McHale-Peng Shuai 6:7(8), 0:6. Dla Poznanianki ostatnim występem w roku był turniej ITF w Suzhou. W pierwszej rundzie wygrała z Melanie Stokke 6:3, 6:1. W pojedynku przeciwko Hiroko Kuwata, przy stanie 6:4, 3:5 Polka skreczowała.
Magda Linette na zakończenie sezonu znalazła się na 96. pozycji.

### 2017
Rozgrywki zainaugurowała w Auckland, gdzie przystąpiła do eliminacji. Została w nich pokonana przez Monę Barthel 2:6, 6:4, 4:6. Do turnieju głównego nie dostała się również w Sydney, ponosząc porażkę z Kristíną Kučovą 6:3, 3:6, 5:7. Podczas Australian Open przegrała w pierwszej rundzie z kwalifikantką Mandy Minellą 5:7, 4:6. W grze podwójnej wystąpiła razem z Alizé Cornet, awansując do drugiej rundy zmagań. Pokonały rozstawioną z numerem 16. parę Darija Jurak-Anastasija Rodionowa 6:4, 3:6, 7:5. Następnie uległy Japonkom Eri Hozumi i Miyu Katō 6:3, 3:6, 3:6.
W Tajpej przegrała w pierwszej rundzie ze Zhu Lin 3:6, 7:5, 4:6. W deblu, z partnerującą jej Danką Kovinić zwyciężyły duet Misaki Doi-Kurumi Nara 6:4, 4:6, 10–4. W ćwierćfinale uległy późniejszym triumfatorkom turnieju, siostrom Hao-ching i Latishii Chan 1:6, 4:6. Została powołana do gry w reprezentacji, w rozgrywanym w Tallinie turnieju Grupy I Strefy Euroafrykańskiej. W meczu przeciwko Austrii, przegrała z Barbarą Haas 4:6, 6:4, 5:7. Na swoją korzyść rozstrzygnęła spotkanie z Sopią Szapatawą 7:5, 6:4. Tym samym zdobyła punkt w meczu z Gruzją i odniosła pierwsze singlowe zwycięstwo w 2017 roku. Następnie, w spotkaniu barażowym przeciwko Serbii, pokonała Ninę Stojanović 6:2, 6:1. Podczas walki o decydujący punkt, wraz z Katarzyną Piter nie sprostały Stojanović i Ivanie Jorović 6:4, 4:6, 1:6. Po występie w Fed Cup zdecydowała się udać do Budapesztu. W pierwszej rundzie, Polka przegrała z rozstawioną z numerem 2. Lucie Šafářová 0:6, 7:5, 6:7(4), pozostając w sezonie bez zwycięstwa w grze pojedynczej WTA Tour.
W marcu, Linette osiągnęła półfinał turnieju rangi WTA Tour w Kuala Lumpur. W turnieju wygrała z Katariną Zawacką 6:1, 3:6, 6:3, Peng Shuai 5:2 (krecz) i Duan Yingying 7:6(3), 4:6, 6:1. Poniosła porażkę z Nao Hibino 6:2, 4:6, 4:6. Następnie udała się do Indian Wells, gdzie przebrnęła przez kwalifikacje, zwyciężając Sofie Kenin 7:5, 6:0 i rewanżując się Japonce Hibino 6:1, 7:6(9). W pierwszej rundzie turnieju głównego pokonała Taylor Townsend wynikiem 6:4, 6:2. W drugiej rundzie musiała uznać wyższość Caroline Wozniacki, przegrywając 3:6, 0:6. W Miami, Polka odpadła w kwalifikacjach. Wygrała z Asią Muhammad 7:5, 2:6, 6:3, natomiast w decydującej fazie okazała się słabsza od Alaksandry Sasnowicz 4:6, 2:6. Dostała się jednak do drabinki jako szczęśliwa przegrana. W pierwszym spotkaniu została pokonana przez Ajlę Tomljanović 2:6, 6:1, 2:6.
Na kortach ziemnych w Charleston dotarła do drugiej rundy. Pokonała Juliję Putincewą 4:6, 6:2, 6:4. Polka w trzecim secie wróciła z 0:4. W kolejnym spotkaniu uległa Uns Dżabir 4:6, 4:6. W Bogocie została rozstawiona z numerem 5. Wygrała z Nadią Podoroską 6:1, 6:3 i Elicą Kostową 6:4, 6:4. W 1/4 finału przegrała z Sarą Sorribes Tormo 4:6, 6:4, 6:7(5). Linette, w stolicy Kolumbii wystartowała również w grze podwójnej. W parze z Verónica Cepede Royg wygrały z duetami Jacqueline Cako-Lu Jiajing 6:0, 6:3 i Lara Arruabarrena-Mariana Duque Mariño 6:3, 6:3. W półfinale zwyciężyły Irinę Chromaczową i Ninę Stojanović 6:1, 3:6, 10:8. Poznanianka awansowała do trzeciego finału debla w cyklu WTA. W meczu o tytuł, polsko-paragwajski duet nie sprostał parze Beatriz Haddad Maia-Nadia Podoroska 3:6, 6:7(4). W Pradze przegrała pierwszy mecz z Lucie Hradecką 3:6, 4:6. Również z turnieju gry podwójnej odpadła po pierwszym spotkaniu. Razem z Danką Kovinić uległy parze Xenia Knoll-Demi Schuurs 4:6, 7:6(2), 4:10. Przegrała 4:6, 6:2, 1:6 z Hiszpanką Silvią Soler w I rundzie eliminacji do turnieju w Madrycie. Wycofała się ze startu w Rzymie. Następnie pojechała do Strasburga, gdzie wygrała z kwalifikantką Wierą Łapko 6:4, 3:6, 6:2. Odpadła w drugiej rundzie z Caroline Garcią 3:6, 3:6. Na French Open osiągnęła najlepszy jak dotąd wynik wielkoszlemowy, pokonując zarówno Alizé Lim, jak i rozstawioną z numerem 29. Anę Konjuh po 6:0, 7:5, a przegrywając dopiero z ówczesną liderką sezonu Eliną Switoliną 4:6, 5:7. Równolegle w parze z Konjuh wygrała jeden mecz deblowy, pokonując siostry Ludmyłę i Nadiję Kiczenok 6:7(7), 6:2, 7:6(4). Następnie ulegając, grającym z numerem 6. Czeszkom Lucie Hradeckiej i Kateřinie Siniakovej 0:6, 6:4, 2:6. Polka zrezygnowała z udziału w Challangerze rozgrywanym w chorwackim Bol.
W Nottingham wygrała jedyny w sezonie mecz na trawie. Zwyciężyła Océane Dodin 6:4, 7:6(5), a następnie przegrała z kwalifikantką Kristie Ahn 3:6, 1:6. W deblu, z Hsieh Su-wei poniosły porażkę z Brytyjkami Jocelyn Rae i Laurą Robson 2:6, 7:6(4), 9-11. Następnie Linette na pierwszym spotkaniu zakończyła udział w turnieju w Birmingham, ulegając Zhang Shuai 5:7, 5:7. Meczu nie wygrała również w cyklu ITF. W Southsea nie sprostała Kurumi Narze 6:4, 5:7, 2:6. Na Wimbledonie w pierwszej rundzie uległa Bethanie Mattek-Sands 6:1, 2:6, 3:6. Natomiast z turnieju debla odpadła wraz z Marią Sanchez, po przegranej w Ukrainkami, Nadiją Kiczenok i Olhą Sawczuk 2:6, 7:6(8), 4:6.
Na kontynencie amerykańskim, Polka nie potrafiła przerwać serii porażek. W Stanford przegrała 2:6, 4:6 z Alison Riske. W Toronto, w pierwszej rundzie kwalifikacji uległa Barborze Krejčíkovej 6:4, 6:7(3), 4:6. Po sześciu singlowych porażkach z rzędu, Linette odniosła zwycięstwo w Cincinnati. Dostała się do turnieju głównego pokonując Caroline Dolehide 6:7(4), 7:6(6), 7:6(3) oraz Zarinę Dijas 6:4, 6:3. Nie awansowała jednak do drugiej rundy, przegrywając 6:3, 4:6, 2:6 z Kanadyjką Francoise Abandą. W New Haven ponownie, udanie przeszła przez turniej eliminacyjny. Wygrała kolejno z Samanthą Martinelli 6:2, 6:1, Pauline Parmentier 6:1, 6:7(4), 6:4 i Kurumi Narą 6:2, 6:2. W głównej drabince pokonała Robertę Vinci 6:3, 6:1, następnie po raz kolejny nie sprostała Chince Zhang Shuai 3:6, 7:6(4), 3:6. Na US Open przegrała w pierwszej rundzie z liderką rankingu Karolíną Plíškovą 2:6, 1:6.
Następnie Polka przeniosła się do Azji, a jej pierwszym turniejem były zawody w Tokio, gdzie przebrnęła pierwszą rundę, pokonując Risę Ozaki 6:1, 7:5. W drugiej uległa Elise Mertens 1:6, 5:7. Następnie wystąpiła w kolejnym turnieju organizowanym w Tokio, gdzie rozegrała trzy mecze w kwalifikacjach. Linette pokonała Japonki Makoto Ninomiyę 6:2, 4:6, 6:4 i Moyukę Uchijimę 6:2, 6:1 oraz Katerynę Bondarenko 6:1, 2:6, 6:3. W pierwszej rundzie turnieju głównego zwyciężyła Darję Gawriłową 2:6, 6:0, 7:6(3), lecz w kolejnym spotkaniu nie sprostała Karolínie Plíškovej i uległa 2:6, 1:6. Po turniejach w Japonii udała się do Chin, gdzie podczas turnieju rozgrywanego w Wuhanie przeszła kwalifikacje. Okazała się w nich lepsza od Ariny Rodionowej 6:3, 6:3 i Lu Jingjing 6:7(0), 6:4, 6:1. W głównej drabince pokonała Anett Kontaveit 7:5, 6:4 i Kateřinę Siniakovą 6:1, 6:2, zaś w meczu trzeciej rundy uległa Garbiñe Muguruzie 2:6, 6:1, 4:6. Następnie Linette wystąpiła w Pekinie. W kwalifikacjach zwyciężyła z Chang Kai-chen 6:2, 6:2 i Gao Xinyu 6:2, 2:6, 6:1. Polka zadebiutowała w głównej drabince tego turnieju. W meczu pierwszej rundy z Jeleną Wiesniną doznała kontuzji lewego kolana i po przegraniu pierwszego seta 0:6 skreczowała. W Tiencinie odpadła z deblowej rywalizacji po pierwszym spotkaniu. Wraz z Duan Yingying przegrały z Dalilą Jakupović i Niną Stojanović 2:6, 4:6. Natomiast w turnieju singla wygrała z Kateryną Bondarenko 3:6, 6:3, 7:5. W drugiej rundzie nie sprostała, późniejszej triumfatorce turnieju, Mariji Szarapowej 5:7, 3:6. Linette wycofała się z halowych zawodów WTA International w Luksemburgu.
Zakończyła sezon na 71. pozycji.

### 2018
Rok 2018 rozpoczęła od udziału w turnieju w Shenzhen. W pierwszej rundzie pokonała Janę Čepelovą 7:5, 2:6, 6:4, w drugiej przegrała z Tímeą Babos 2:6, 1:6. W australijskim Hobart, na otwarcie przegrała z najwyżej rozstawioną Zhang Shuai 5:7, 3:6. W deblu wystąpiła razem z Moną Barthel. Polsko niemiecki duet przegrał w pierwszym spotkaniu z późniejszymi mistrzyniami turnieju Demi Schuurs-Elise Mertens 2:6, 4:6. Następnie Linette wystąpiła w Melbourne, gdzie odniosła pierwsze w karierze zwycięstwo w turnieju głównym Australian Open. Na inauguracje wygrała z Jennifer Brady 2:6, 6:4, 6:3. W kolejnym meczu zwyciężyła rozstawioną z numerem 22. Darję Kasatkinę 7:6(4), 6:2. W spotkaniu trzeciej rudny Polka uległa kwalifikantce Denisie Allertovej 1:6, 4:6. Poznanianka w parze z Zarina Dijas dotarła do drugiej rundy w grze podwójnej, pokonując parę Naiktha Bains-Isabelle Wallace 6:3, 6:2, a następnie ulegając rozstawionemu z 16. czeskiemu duetowi Barbora Krejčíková-Kateřina Siniaková 4:6, 2:6.
W Tajpej Polka rozstawiona z numerem 7. dotarła do ćwierćfinału. Pokonała Han Xinyun 6:2, 6:0 i Johannę Larsson 6:1, 6:7(4), 7:6(3). W meczu o półfinał, po raz drugi na przestrzeni miesiąca przegrała z Tímeą Babos 1:6, 3:6. Również w grze deblowej Linette i Anna Blinkowa okazały się gorsze od Węgierki i partnerującej jej Chan Hao-ching 6:3, 0:6, 5–10.
W Tallinie w turnieju Grupy I Strefy Euroafrykańskiej Pucharu Federacji, Polki trafiły do Grupy D. Na początek zmierzyły się z zespołem Austrii. Linette wygrała z Julią Grabher 6:2, 7:5, a następnie w parze z Alicją Rosolską zdobyły decydujący punkt zwyciężając duet Julia Grabher-Melanie Klaffne 6:3, 6:4. W spotkaniu z Łotyszkami, Magda Linette nie sprostała Jelenie Ostapenko 3:6, 3:6. Po raz kolejny z Alicją Rosolską przystąpiła do meczu debla, zwyciężając z parą Diāna Marcinkēviča-Daniela Vismane 6:1, 6:0. Natomiast kolejne singlowe zwycięstwo, Polka wywalczyła w meczu z Turcją. Linette w dwóch setach wygrała z Basak Eraydin 6:4, 7:5. Reprezentacja Polski zajęła drugie miejsce w Grupie D.
Zarówno w singlu, jak i deblu Magda Linette zdecydowała się na występ w turnieju rangi WTA Challenger w Indian Wells. Na otwarcie wygrała z Victorią Duval 6:3, 4:6, 6:2, w kolejnej rundzie poniosła porażkę z Danielle Collins 5:7, 7:6(0), 6:4. W grze podwójnej zmagania zakończyła po pierwszym meczu. Wraz z Viktoriją Golubić uległy parze Taylor Townsend-Yanina Wickmayer 1:6, 3:6. W turniejach rangi Premier Mandatory w Indian Wells i Miami, Polka nie wygrała meczu. Przegrała z Alaksandrą Sasnowicz 7:5, 6:7(2), 6:7(4) i Alison Riske 1:6, 6:0, 6:2.
W kwietniu polska tenisistka zainaugurowała występy na nawierzchni ziemnej. W pierwszej rundzie turnieju w Charleston uległa notowanej poza Top 200 Claire Liu 6:1, 3:6, 3:6. Potem przeniosła się do Bogoty, gdzie w turnieju singla wygrała dwa mecze. Jako rozstawiona z numerem 2. pokonała Jewgieniję Rodinę 6:3, 7:5 i Maríę Fernandę Herazo 6:2, 6:1. W ćwierćfinale przegrała z Dalilą Jakupović 3:6, 6:3, 1:6. W grze deblowej w parze z Sarą Sorribes Tormo osiągnęła półfinał, zwyciężając z Kolumbijkami Jessicą Plazas-Maríą Camilą Osorio Serrano 6:1, 6:1 oraz z parą Ysaline Bonaventure-Victoria Rodríguez 6:4, 6:3. W meczu o finał uległy duetowi Mariana Duque Mariño-Nadia Podoroska 6:4, 2:6, 8–10. Kolejny start Linette zanotowała w Rabacie, przegrała tam w pierwszej rundzie z Tamara Zidanšek 4:6, 2:6. W turnieju eliminacyjnym w Madrycie wygrała w pierwszej rundzie z Sofią Kenin 6:3, 6:4, następnie nie sprostała Natalji Wichlancewej 5:7, 7:6(8), 6:7(2). Eliminacji nie przeszła również na Foro Italico, ponosząc porażkę z Ajlą Tomljanović 2:6, 6:3, 4:6. Linette bez powodzenia startowała również w Strasburgu. W pierwszej rundzie okazała się słabsza od grającej z numerem 4. Mihaeli Buzărnescu 6:4, 6:7(1), 3:6. W wielkoszlemowym Roland Garros Polka nie wygrała meczu. Z turnieju singla odpadła po porażce z Zariną Dijas 3:6, 1:6. Natomiast w grze deblowej wraz z Naomi Broady nie sprostały parze Dalila Jakupović-Irina Chromaczowa 2:6, 3:6.
Po nieudanym występie w Paryżu Linette przeniosła się do Chorwacji, gdzie wystąpiła w Challengerze w Bol. Polka została rozstawiona z numerem 2. i kolejno pokonała Anhelinę Kalininę 6:4, 7:6(1), Dankę Kovinić 6:4, 2:6, 6:1 i rozstawioną z numerem 7. Viktoriję Golubic 7:5, 6:4. Do finału awansowała po walkowerze ze strony Sary Errani. W meczu o tytuł nie sprostała Tamarze Zidanšek 1:6, 3:6.
Polka część sezonu rozgrywaną na trawie miała zapoczątkować w Den Bosch. Poznanianka jednak wycofała się z holenderskiej imprezy z powodu kontuzji mięśnia dwugłowego ramienia. Premierowy start na kortach trawiastych zanotowała na Majorce. W pierwszej rundzie uległa Ajli Tomljanović 3:6, 4:6, która do turnieju głównego dostała się z eliminacji. Na kolejny start, Linette wybrała turniej rozgrywany pod egidą ITF w Southsea. Na otwarcie wygrała z turniejową 1. Petrą Martić, a w następnym spotkaniu przegrała z Jennifer Brady 4:6, 3:6. W Wimbledonie odpadła po pierwszym meczu, przegrywając z Juliją Putincewą 3:6, 6:3, 8–10.
W lipcu wygrała plebiscyt na uderzenie miesiąca.
Polka kolejny start odnotowała w chińskim Nanchangu, gdzie została rozstawiona z numerem 3. W turnieju wygrała trzy mecze, docierając do półfinału. Pokonała kolejno Jang Su-jeong 6:4, 6:0, Eri Hozumi 6:3, 7:5 i Liang En-shuo 6:3, 4:6, 6:2. Poniosła porażkę z późniejszą triumfatorką imprezy Wang Qiang 5:7, 2:6.
Letnie występy na kontynencie amerykańskim Linette rozpoczęła od startu w Waszyngtonie. W pierwszej rundzie wygrała z Olivią Rogowską 6:4, 6:1. Do ćwierćfinału awansowała pokonując rankingową numer 17. Naomi Ōsakę 6:2, 3:6, 6:3. Było to dla Polki pierwsze w karierze zwycięstwo nad tenisistką z Top 20. W kolejnym meczu Poznanianka przegrała z rozstawioną z numerem 7. Donną Vekić 1:6, 6:7(0). W zawodach rozgrywanych w Cincinnati uległa w pierwszej rundzie eliminacji Bernardzie Perze 4:6, 6:3, 3:6. Do turnieju głównego nie zakwalifikowała się również w New Haven. W eliminacjach pokonała Sachię Vickery 6:4, 3:6, 6:0, a następnie nie sprostała Dajanie Jastremskiej 6:7(3), 6:7(4). W US Open Polka odpadła po pierwszym spotkaniu. Przegrała z rozstawioną z numerem 17. Sereną Williams 4:6, 0:6. Wraz z Ajlą Tomljanović dotarły do trzeciej rudny zmagań w grze podwójnej. Pokonały pary Nadija Kiczenok-Anastasija Rodionowa 6:2, 6:1 oraz Lesley Kerkhove-Lidzija Marozawa 6:7(5), 6:3, 6:1. W walce o ćwierćfinał nie dały rady rozstawionemu z 6. duetowi Lucie Hradecká-Jekatierina Makarowa 4:6, 4:6.
W Hiroszimie Magda Linette została rozstawiona z numerem 8. Na otwarcie wygrała z Johanną Larsson. W drugiej rundzie zrewanżowała się za dwie wcześniejsze porażki w sezonie Tamarze Zidanšek 6:3, 7:6(3). W 1/4 finału przegrała z grającą z numerem 4. Wang Qiang 2:6, 2:6. W Tokio Polka nie przeszła eliminacji. Pokonała w nich Momoko Kobori 7:6(8), 6:3, a w spotkaniu którego stawką był awans do głównej drabinki uległa Nao Hibino 2:6, 7:6(3), 3:6. Niepowodzeniem zakończyły się starty Linette w eliminacjach do turniejów w Wuhan i Pekinie. Przegrała odpowiednio z Sarą Sorribes 6:4, 2:6, 3:6 i z Christiną McHale 6:7(3), 5:7. W stolicy Chin wystąpiła ze Zheng Saisai w grze podwójnej. Polsko-chiński duet nie sprostał parze Nadija Kiczenok-Anastasija Rodionowa 6:3, 3:6, 8–10. Linette sezon zakończyła w Tiencinie. W meczu pierwszej rundy wygrała z Jewgieniją Rodiną 2:6, 6:1, 6:4. W kolejnym spotkaniu musiała uznać wyższość Aryny Sabalenki 1:6, 3:6.
W światowym zestawieniu kończącym sezon znalazła się na 83. pozycji.

### 2019
W Shenzhen, na inaugurację sezonu, w pierwszej rundzie uległa Soranie Cîrstei 3:6, 3:6. Potem przeniosła się do Hobart, gdzie przeszła przez dwustopniowe eliminacje, pokonując Seone Mendez 6:0, 6:3 i Katerynę Kozłową 7:6(7), 6:7(5), 6:4. Linette w meczu pierwszej rundy wyeliminowała rozstawioną z numerem 4. Marię Sakari 3:6, 6:2, 6:4. W kolejnej rundzie uległa notowanej na 343. pozycji kwalifikantce Greet Minnen 1:6, 6:4, 6:7(3). W wielkoszlemowym Australian Open Polka już w pierwszej rundzie trafiła na aktualną mistrzynię US Open, Naomi Ōsakę i przegrała 4:6, 2:6. Niepowodzeniem zakończył się również start w turnieju gry podwójnej. Linette wraz z towarzyszącą jej Ajlą Tomljanović przegrały w pierwszym spotkaniu z parą Alizé Cornet–Petra Martić 6:2, 0:6, 0:6. Po nieudanym stracie sezonu Polka udała się do Tajlandii. W Hua Hin zanotowała dobry występ, pokonując kolejno trzy rywalki: Priscillę Hon 6:1, 2:6, 6:2, Monicę Niculescu 4:6, 6:3, 6:2 i Wang Yafan 6:2, 6:3. W półfinale uległa Dajanie Jastremśkiej 4:6, 3:6.
Na początku lutego w ramach Grupy I Strefy Euroafrykańskiej Pucharu Federacji Polka poleciała do Zielonej Góry. W spotkaniu z Rosją, Magda Linette nie sprostała Anastasiji Pawluczenkowej 4:6, 3:6. Potem pokonała Karen Barritzę 6:2, 6:2 w pojedynku z Danią. W meczu z Ukrainą nie została wyznaczona do gry. Reprezentacja Polski zajęła 5.–6. miejsce i utrzymała się w grupie.
W marcu Magda Linette przeniosła się na kontynent amerykański. W Indian Wells, w wyniku wycofania się Camili Giorgi i Luksiki Kumkhum, Polka uniknęła gry w eliminacjach. W głównej drabince wygrała z Petrą Martić 6:3, 4:6, 7:6(5), natomiast w kolejnej rundzie przegrała z turniejową 7. Kiki Bertens 1:6, 4:6. Linette szukając rankingowych punktów zdecydowała się na start w turnieju rangi Challanger w Guadalajarze. W pierwszej rundzie polska tenisistka odprawiła Nataliję Kostić 6:1, 6:3, następnie Conny Perrin 6:3, 5:7, 6:1. W walce o półfinał przegrała z Fioną Ferro 4:6, 6:2, 6:4. W Miami nie przeszła eliminacji. Wygrała w nich z Caroline Dolehide 7:5, 7:6(5), następnie ulegając Nao Hibino 4:6, 0:6.
Sezon na ceglanej mączce rozpoczęła od startu w Charleston. Uległa tam w spotkaniu pierwszej rundy Ajli Tomljanović 2:6, 6:7(7). Następnie przeniosła się do Bogoty. Tam wgrała z Alioną Bolsovą 2:6, 7:6(5), 6:0. W kolejnej rundzie przegrała w dwóch setach z Astrą Sharmą 4:6, 3:6. Polka próbowała swoich się również w grze podwójnej. Razem z Christiną McHale przegrały jednak w pierwszym meczu z kolumbijskim duetem María Herazo González-Yuliana Lizarazo 3:6, 1:6. Po występie w Kolumbii Linette z powodów zdrowotnych zrezygnowała ze startu w Stambule.
Po około trzy tygodniowej przerwie powróciła do rywalizacji w Maroku. Szybko jednak pożegnała się z turniejem. W pierwszej rundzie Polka urwała pięć gemów Serbce Ivanie Jorović 3:6, 2:6. W dużych turniejach w Madrycie i Rzymie, Linette odpadła po pierwszych meczach kwalifikacyjnych. Uległa odpowiednio Anastasiji Potapowej 6:1, 4:6, 2:6 i Alizé Cornet 4:6, 6:2, 3:6. Ostatnim sprawdzianem przed wielkoszlemowym występem w Paryżu był start w Strasburgu. Polska tenisistka w pierwszej rundzie przegrała z Rebeccą Paterson 7:6(0), 1:6, 3:6. Była to dla Linette piąta z rzędu singlowa porażka. Po pierwszym meczu odpadła również w grze deblowej. Z partnerującą jej Sofią Kenin uległy parze Nadija Kiczenok-Abigail Spears 2:6, 2:6.
We French Open Polka miała pewne miejsce w głównej drabince. Na otwarcie pokonała reprezentantkę gospodarzy Chloé Paquet 3:6, 6:1, 6:2. W drugiej rundzie w trzech setach przegrała z broniącą tytułu Simoną Halep 4:6, 7:5, 3:6.
Część sezonu rozgrywaną na nawierzchni trawiastej, Linnete zainaugurowała występem w turnieju ITF w Manchesterze. Jako rozstawiona z numerem 1. dotarła do finału, odnosząc zwycięstwa nad Ann Li 6:3, 6:3, Sachią Vickery 7:6(5), 4:2(krecz), Lizette Cabarerą 6:2, 7:5 i Samanthą Murray 6:3, 6:0. W meczu o tytuł zwyciężyła Zarinę Diyas 7:6(1), 2:6, 6:3, zdobywając singlowy tytuł po trzech latach przerwy. Za triumf w Manchesterze, Linette wywalczyła 140 punktów i zagwarantowała sobie udział w US Open. W kolejnym turnieju z cyklu ITF w Ilkley tenisistka z Poznania wygrała jeden mecz. W pierwszej rundzie pokonując Nao Hibino 6:4, 3:6, 6:4, a potem ulegając Veronice Cepede Royg 5:7, 3:6. Następnie Polka wystąpiła w eliminacjach do turnieju w Eastbourne. Na początek wygrała z Urszulą Radwańską 7:6(3), 6:1, a w decydującej rundzie przegrała z Samanthą Stosur 4:6, 4:6. Dostała się jednak do turnieju głównego jako szczęśliwa przegrana. Tam nie sprostała Francuzce Pauline Parmentier 6:7(2), 6:2, 4:6.
W Wimbledonie, w pierwszej rundzie wygrała z kwalifikantką Anną Kalinską 6:0, 7:6(9). Po zwycięstwie nad rozstawioną z numerem 25. Amandą Anisimovą 6:4, 7:5, po raz pierwszy w karierze awansowała do trzeciej rundy na londyńskich trawnikach. Tam jednak przegrała z turniejową numer 6. Petrą Kvitovą 3:6, 2:6. W turnieju gry podwójnej Linette wystartowała razem z Iriną Barą. Przegrały na otwarcie z parą Nicole Melichar-Květa Peschke 5:7, 2:6.
Polka powróciła do touru pod koniec lipca. Odpadła w pierwszej rundzie w San Jose, przegrywając z rozstawioną z numerem 6. Carlą Suárez Navarro 3:6, 3:6. Z niepowodzeniem startowała w turniejach rangi WTA Premier 5 rozgrywanych w Toronto i Cincinnati, odpadając na etapie kwalifikacji. W Kandzie po raz trzeci w sezonie spotkała się z Nao Hibino i poniosła drugą porażkę 4:6, 6:7(3). Natomiast w amerykańskim Ohio pokonała Kristinę Mladenović 6:2, 7:5, a następnie przegrała z Jennifer Brady 6:2, 3:6, 4:6.
W tygodniu poprzedzającym wielkoszlemowy US Open Magda Linette wystąpiła w Nowym Jorku. Polka jako 80. rakieta świata turniej rozpoczęła od trzystopniowych kwalifikacji. Przeszła je bez straty seta. Odprawiła w nich kolejno Gabrielę Dabrowski 6:1, 6:2, Sophie Chang 6:3, 6:3 i Annę Blinkową 7:6(6), 7:6(9). W pierwszej rundzie turnieju głównego Linette zmierzyła się z inną kwalifikantką, Kaią Kanepi, wygrywając 6:2, 7:5. Następnie zwyciężyła rozstawioną z numerem 9. Alaksandrę Sasnowicz 6:1, 6:4, a w ćwierćfinale, po 2 godzinach i 47 minutach wygrała z oznaczoną numerem 10. Karolíną Muchovą 6:7(4), 6:4, 7:6(3), tym samym po raz drugi w sezonie awansując do najlepszej czwórki turnieju. Polka w meczu półfinałowym odprawiła kolejną rozstawioną tenisistkę, grającą z numerem 5. Kateřinę Siniakovą 7:6(3), 6:2. Po blisko czterech latach udało się jej ponownie awansować do decydującej fazy turnieju WTA. W finałowym spotkaniu zmierzyła się z Camilą Giorgi, pokonując ją 5:7, 7:5, 6:4. Poznanianka odwróciła losy meczu, wracając w decydującej partii z 2:4. Magda Linette wywalczyła premierowy tytuł rangi WTA, jednocześnie zapisując się w historii jako druga, po Agnieszce Radwańskiej polska zwyciężczyni turnieju głównego cyklu w grze pojedynczej. Linette wygrała osiem meczów w ciągu dziewięciu dni i zdobyła 298 punktów. W notowaniu z 26 sierpnia awansowała na najwyższą w swojej karierze, 53. pozycję.
W wielkoszlemowym US Open, Magda Linette na otwarcie zmierzyła się z Astrą Sharmą i wygrała 6:3, 6:4, rewanżując się za kwietniową porażkę w Bogocie. W drugiej rundzie obrończyni tytułu Naomi Ōsaka zakończyła zwycięską serię Polki, pokonując ją w dwóch setach. Do tej samej fazy turnieju Linette dotarła razem z Igą Świątek w grze podwójnej. Polska para w pierwszej rundzie, po obronie dwóch piłek meczowych pokonała duet Bethanie Mattek-Sands–Coco Vandeweghe 3:6, 6:3, 7:5. W kolejnym meczu natomiast uległy parze Barbora Strýcová–Hsieh Su-wei wynikiem 4:6, 6:7(4).
W rankingu opublikowanym po zakończeniu US Open Polka zadebiutowała w Top 50.
Kolejnym startem polskiej tenisistki był turniej w Nanchangu. Rozstawiona z numerem 3. Linette w pierwszej rundzie pokonała Giulianę Olmos 6:3, 6:2. Kolejnym dwusetowym zwycięstwem Polka zakończyła mecz z Liu Fangzhou 6:2, 6:3. Natomiast w ćwierćfinale po raz drugi w sezonie nie sprostała Rebecce Peterson, przegrywając 3:6, 7:6(3), 6:7(5).
W Seulu Magda Linette została rozstawiona z numerem 4. Miesiąc po triumfie w Nowym Jorku, Polka awansowała do kolejnego finału w sezonie, a trzeciego w karierze. W drodze do decydującej fazy rozgrywek nie straciła seta, pokonując kolejno Irinę-Camelię Begu 6:1, 6:4, Anastasiję Potapową 7:5, 7:6(4), Kirsten Flipkens 6:2, 6:3 i Jekatierinę Aleksandrową 7:6(5), 7:6(7). Stawką finałowego pojedynku był debiut w Top 40. Linette jednak uległa Karolínie Muchovej 1:6, 1:6. Czeszka zrewanżowała się Polce za porażkę sprzed miesiąca.
Pozostając w Azji, Magda Linette wzięła udział w dużym turnieju rangi WTA Premier Mandatory w Pekinie. Ze względu na zbyt niski ranking musiała brać udział w kwalifikacjach. Polka przeszła je, pokonując 6:2, 6:1 zarówno Kristie Ahn, jak i Heather Watson. W głównej drabince tenisistka z Poznania przegrała z rozstawioną z numerem 13. Sloane Stephens 5:7, 3:6.
Ostatnim startem polskiej tenisistki były zawody w Tiencinie. Linette wystąpiła w turnieju jako rozstawiona z numerem 8. W pierwszej rundzie wygrała z Christiną McHale 6:3, 6:1. W meczu drugiej rundy zmierzyła się z Kurumi Narą. W pierwszym secie przy stanie 4:0 dla Linette, Japonka skreczowała z powodu kontuzji uda. W ćwierćfinale Polka nie wykorzystała czterech piłek meczowych i przegrała z późniejszą finalistką Heather Watson 5:7, 7:6(4), 6:7(6).
Po raz piąty z rzędu zapewniła sobie utrzymanie w Top 100. na koniec roku. Zakończyła sezon na 42. pozycji w światowej klasyfikacji.

### 2020
Po raz trzeci z rzędu na rozpoczęcie sezonu wybrała turniej w Shenzhen. Rok rozpoczęła od porażki ze Zhang Shuai 4:6, 2:6. W Hobart powtórzyła zeszłoroczny wynik, dochodząc do drugiej rundy zmagań. W turnieju pokonała Swietłanę Kuzniecową 7:6(2), 7:6(9), a następnie uległa Lauren Davis 4:6, 4:6. W Australian Open wystartowała zarówno w singlu, jak i w deblu. Odpadła po pierwszych spotkaniach – w grze pojedynczej przegrała z Arantxą Rus 6:1, 3:6, 4:6, a w grze podwójnej w duecie z Kateryną Kozłowa nie sprostały parze Alicja Rosolska-Danielle Collins 7:5, 5:7, 0:6.
Od 6 do 8 lutego w Esch-sur-Alzette wystąpiła w turnieju Grupy I Strefy Euroafrykańskiej Pucharu Billie Jean King, w której wraz z reprezentacją Polski zmierzyła się kolejno z zespołami Słowenii i Turcji; zwyciężyła z Tamarą Zidansek 7:5, 6:4 i Pemrą Ozgen 6:0, 6:3. Ostatecznie reprezentantki Polski zajęły pierwsze miejsce w grupie B i zagrały ze Szwecją o prawo gry w kwietniowych barażach; Linette zdobyła w tym spotkaniu decydujący punkt po zwycięstwie nad Johanną Larsson 7:5, 6:4.
Kolejny start zanotowała w Hua Hin, gdzie przyleciała bronić punktów za zeszłoroczny półfinał. W turnieju została rozstawiona z numerem 5. Na inauguracje wygrała z Kateryną Bondarenko 6:2, 6:2, po czym pokonała Peng Shuai 7:5, 6:1 i Wang Xiyu 2:6, 6:3, 6:3; jej zagranie w pojedynku z Peng zwyciężyło w plebiscycie na najlepsze uderzenie lutego. W meczu półfinałowym w dwóch setach zwyciężyła Patricię Marię Țig 7:5, 6:4, tym samym awansując do czwartego finału, głównego cyklu w karierze. W meczu o mistrzostwo zwyciężyła z Leonie Küng 6:3, 6:2. Wygrywając ósme spotkanie z rzędu, wywalczyła drugi tytuł rangi WTA Tour. Zdobyła 280 punktów do rankingu i w notowaniu z 17 lutego zadebiutowała w Top 40, zajmując najwyższą w dotychczasowej karierze, 33. pozycję.
Zwycięską serię zakończyła w Qatar Total Open, ulegając w pierwszej rundzie Karolínie Muchovej 3:6, 1:6. Również na pierwszej rundzie zakończyła swój występ w turnieju gry podwójnej. W parze z Patricią Marią Țig przegrały z duetem Han Xinyun-Peng Shuai 3:6, 2:6. Linette zrezygnowała z występu w Monterrey z powodu problemów z udem. Był to ostatni turniej rozegrany przed zawieszeniem rozgrywek z powodu pandemii COVID-19.
Na pierwszy start po wznowieniu sezonu zdecydowała się w amerykańskim Lexington, gdzie została rozstawiona z numerem 6. Pokonała w pierwszej rundzie Lauren Davis 6:2, 6:3; wygrana akcja Polki w meczu z Davis została wybrana najlepszym zagraniem sierpnia. Linette w kolejnym spotkaniu uległa Jennifer Brady 2:6, 3:6. Wraz z Jessicą Pegulą dotarła do ćwierćfinału debla, wygrywając z parą Aryna Sabalenka-Jennifer Brady 6:4, 4:6, 10–8. Uległy w nim duetowi Anna Blinkowa-Wiera Zwonariowa 6:7(6), 6:4, 9–11.
Następnie zagrała w przeniesionym do Nowego Jorku turnieju rangi Premier 5. Na pierwszej rundzie zakończyła występ w grze singlowej, przegrywając z Wierą Zwonariową 6:1, 3:6, 1:6. Taki sam rezultat zanotowała w grze podwójnej. W parze z Heather Watson uległy Amerykankom Coco Gauff i Catherine McNally 1:6, 3:6. W US Open po raz pierwszy w karierze została rozstawiona w imprezie wielkoszlemowej. Zagrała z numerem 24. i w trzech setach pokonała Maddison Inglis 6:1, 4:6, 6:4 oraz Dankę Kovinić 6:1, 6:7(2), 7:6(4), jednak w kolejnym spotkaniu nie sprostała turniejowej numer 14. Anett Kontaveit 3:6, 2:6. Linette jako druga Polka (po Agnieszce Radwańskiej) dotarła do trzeciej rundy singla we wszystkich lewach Wielkiego Szlema.
Po zmaganiach w Stanach Zjednoczonych przeniosła się na europejską mączkę. W Rzymie wygrała jeden mecz, odprawiając Jeļenę Ostapenko 6:4, 6:3. Następnie poniosła porażkę z rozstawioną z numerem 11. Elise Mertens 2:6, 4:6. Jej deblową partnerką była Bernarda Pera, z którą wygrała w pierwszej rundzie z parą Alexa Guarachi-Desirae Krawczyk 6:2, 6:4, w kolejnym spotkaniu odprawiły rozstawione z numerem 4. Nicole Melichar-Demi Schuurs 6:2, 6:2, a w ćwierćfinale uległy parze Anna-Lena Friedsam-Raluca Olaru 7:5, 6:7(4), 8–10.
W Strasburgu wygrała z Pauline Parmentier 6:4, 6:3. Było to dla niej pierwsze zwycięstwo w tej imprezie od 2017. W drugiej rundzie nie sprostała Elinie Switolinie, przegrywając 6:7(0), 5:7. Na kortach French Open, jako rozstawiona z numerem 31., w pierwszej rundzie przegrała z Leylah Fernandez 6:1, 2:6, 3:6. Razem z Kateryną Kozłową awansowały do drugiej rundy debla, pokonując duet Amandine Hesse-Harmony Tan 6:0, 7:6(2), jednak później uległy parze Coco Gauff-Catherine McNally 0:6, 6:3, 2:6.
W halowym turnieju w Ostrawie uległa w pierwszej rundzie Sarze Sorribes Tormo 1:6, 3:6. W grze podwójnej zagrała z Jil Teichmann, z którą awansowała do ćwierćfinału po walkowerze pary Anna Blinkowa-Wieronika Kudiermietowa. W kolejnym meczu nie sprostały rozstawionemu z numerem 2. duetowi Barbora Krejčíková-Kateřina Siniaková 4:6, 6:2, 5–10. Dla Linette był to ostatni występ w roku. W październiku jej sztab opuścił pierwszy trener Mark Gellard. W listopadzie jej nowym szkoleniowcem został Nikola Horvat.
Sezon zakończyła jako 40. rakieta globu. Zwyciężyła w plebiscycie na najlepsze zagranie roku.

### 2021
Nie wystąpiła w Abu Zabi. Sezon planowała zainaugurować na Antypodach, ale z powodu problemów z kolanem zrezygnowała ze startu w Australian Open oraz z pozostałych, zaplanowanych na luty, występów w Melbourne. Była to pierwsza absencja Polki w turnieju wielkoszlemowym od czasu jej debiutu we French Open 2015. W wyniku zabiegu i późniejeszej rehabilitacji Linette opuściła turnieje na Bliskim Wschodzie oraz wycofała się z zawodów rozgrywanych w Monterrey. Pierwszy start w sezonie zanotowała w Miami; w pierwszej rundzie pokonała 6:1, 3:6, 6:0 Robin Montgomery, jednak w następnym meczu przegrała 4:6, 5:7 z Johanną Kontą.
Okres gry na nawierzchni ziemnej rozpoczęła od porażek w pierwszej rundzie w Charleston w turnieju WTA 500 oraz WTA 250. Przegrała też w pierwszej rundzie w Madrycie (uległa Zheng Saisai 2:6, 6:3, 1:6) i Rzymie (uległa Petrze Kvitovej 6:1, 0:6, 2:6). W połowie maja 2021 jej trenerem został Dawid Celt, kapitan reprezentacji Polski w rozgrywkach o Puchar Billie Jean King. W Strasburgu, pokonując bez straty seta Nao Hibino, Alizé Cornet i wyżej rozstawioną Juliję Putincewą, dotarła do półfinału, w którym została pokonana przez Soranę Cîrsteę.
Następnie przystąpiła do turnieju French Open w grze pojedynczej oraz podwójnej. W zmaganiach w grze pojedynczej dotarła do trzeciej rundy, wyrównując swój najlepszy wynik na paryskich kortach (pokonała Chloé Paquet 6:3, 6:3 oraz liderkę rankingu Ashleigh Barty po kreczu przy wyniku 6:1, 2:2). Po trzysetowym meczu trzeciej rundy uległa Uns Dżabir 6:3, 0:6, 1:6. W grze podwójnej w parze z Amerykanką Bernardą Perą dotarły do półfinału turnieju w Paryżu, po drodze pokonując rozstawione z numerem 5. Alexę Guarachi i Desirae Krawczyk 6:3, 6:7(4), 6:3, Zarinę Dijas i Wawrwarą Graczową 6:0, 6:2, numer 10. turnieju Lucie Hradecką i Laurę Siegemund 7:6(5), 7:6(5) oraz Anastasiję Pawluczenkową i Jelenę Rybakinę 7:5, 4:6, 6:2. W półfinale przegrały z rozstawionym z numerem 2. Barborą Krejčíkovą i Kateřiną Siniakovą 1:6, 2:6.
Po dobrym wyniku osiągniętym w Paryżu wycofała się z turnieju w Birmingham. Zmagania na trawie rozpoczęła od udziału w kwalifikacjach do turnieju w Eastbourne, w których jednak uległa Camili Giorgi 7:6(3), 4:6, 4:6. W Wimbledonie wystąpiła zarówno w deblu, jak i w singlu. W grze podwójnej stworzyła parę razem z Alicją Rosolską, z którą odpadły w pierwszej rundzie, przegrywając z Ludmyłą Kiczenok i Makoto Ninomiyą 4:6, 6:3, 7:9. W turnieju singla na otwarcie zmierzyła się z Amandą Anisimovą, wygrywając 2:6, 6:3, 6:1, a w kolejnej rundzie pokonała Elinę Switolinę 6:3, 6:4, po raz drugi docierając do trzeciej rundy zmagań w Londynie. Tam przegrała z Paulą Badosą 7:5, 2:6, 4:6. Na igrzyskach olimpijskich przegrała z Aryną Sabalenką 2:6, 1:6, a wraz z Alicją Rosolską uległy Bethanie Mattek-Sands i Jessice Peguli 1:6, 3:6.
Okres zmagań w Stanach Zjednoczonych rozpoczęła od występu w San Jose. Na otwarcie wygrała z kwalifikantką Lesley Pattinamą Kerkhove 6:3, 6:3. W kolejnym spotkaniu pokonała Petrę Martić 7:5, 7:6(5). W ćwierćfinale uległa Darii Kasatkinie 4:6, 6:3, 4:6. Następnie wystartowała w turnieju Montrealu, jednak już w pierwszej rundzie uległa Nadii Podoroskiej 1:6, 2:6. W turnieju debla zagrała z Bernardą Perą i po raz kolejny w sezonie dotarły do półfinału. Na początek pokonały Oksanę Kalasznikową i Heather Watson 6:0, 6:0 oraz rozstawiony z numerem 2. debel Shūko Aoyama-Ena Shibahara 6:4, 7:6(3). W ćwierćfinale, po obronie piłki meczowej, wygrały z parą Ellen Perez-Květa Peschke 1:6, 6:2, 13–11, a w półfinale zostały zatrzymane przez duet Darija Jurak-Andreja Klepač wynikiem 5:7, 4:6.
Na turnieju w Cincinnati przegrała w pierwszej rundzie z Simoną Halep 4:6, 6:3, 1:6. Do turnieju gry podwójnej znów przystąpiła z Bernardą Perą, tym razem grając dzięki dzikiej karcie otrzymanej od organizatorów. Przegrały w pierwszej rundzie z Samanthą Stosur i Zhang Shuai 6:4, 4:6, 4–10.
Serię startów poprzedzających US Open zakończyła w Cleveland, gdzie zwyciężyła kwalifikantkę Eminę Bektas 7:6(6), 6:4, szczęśliwą przegraną Lindę Fruhvirtová 7:6(2), 6:4 i najwyżej rozstawioną Darję Kasatkinę 6:1, 6:2, jednak w półfinale przegrała z Iriną-Camelią Begu 6:7(5), 2:6. W US Open wystąpiła zarówno w singlu, jak i deblu w parze z Bernardą Perą. W pierwszej rundzie gry pojedynczej uległa rozstawionej z numerem 21. Coco Gauff 7:5, 3:6, 4:6, natomiast w grze podwójnej w pierwszej rundzie pokonała duet Barbora Krejčíková-Kateřina Siniaková 6:3, 6:4. W drugiej rundzie w parze z Perą uległy duetowi Monica Niculescu-Elena-Gabriela Ruse 3:6, 5:7.
Po turnieju w Nowym Jorku udała się do Ostrawy gdzie pomyślnie przebrnęła dwustopniowe kwalifikacje oraz pierwszą rundę turnieju głównego, pokonując Rutuję Bhosale 6:0, 6:1, Katarzynę Kawę 6:1, 6:2 oraz Océane Dodin 6:2, 7:6(3). W drugiej rundzie przegrała z Jeleną Rybakiną 3:6, 6:2, 1:6. W Ostrawie rywalizowała również w deblu, w którym razem z Bernardą Perą były rozstawione z numerem 1. W pierwszej rundzie pokonały parę Andreea Mitu-Alicja Rosolska 6:0, 6:4, w ćwierćfinale wygrały z parą Astra Sharma-Rosalie van der Hoek 6:4, 6:2, a turniej zakończyły na półfinale po walkowerze.
Następnie udała się do Chicago gdzie rywalizowała w singlu oraz w deblu w parze z Alicją Rosolską. W singlu dotarła do drugiej rundy, pokonując Coco Vandeweghe 6:1, 6:4 i przegrywając z Jil Teichmann 2:6, 4:6. W deblu Polki pokonały parę Asia Muhammad-Jessica Pegula 1:6, 6:3, 10-8, następnie uległy parze Wieronika Kudiermietowa-Bethanie Mattek-Sands 4:6, 4:6. Jej ostatnim turniejem w 2021 było Indian Wells, w którym dotarła do drugiej rundy. W pierwszej pokonała Rebeccę Peterson 3:6, 6:3, 6:2, a w drugiej uległa Wiktoryji Azarance po kreczu przy stanie 5:7, 0:3. Po ostatnim starcie w turniejach poinformowała o zakończeniu współpracy z Dawidem Celtem. Sezon zakończyła na 57. miejscu w rankingu.

### 2022
Trenerem Polki ponownie został Mark Gellard. Linette przesunęła w czasie inauguracje sezonu wycofując się z imprezy rozgrywanej w Melbourne. Pierwszy start w roku zanotowała w Adelajdzie. Na otwarcie przegrała z Alison Riske 4:6, 4:6. W wielkoszlemowym Australian Open odniosła premierowe zwycięstwo w sezonie pokonując Anastasiję Sevastovą 6:4, 7:5. W kolejnej rundzie uległa Darji Kasatkinie 2:6, 3:6. W turnieju gry podwójnej wraz z Bernardą Perą pokonały pary Clara Tauson-Alison Van Uytvanck 6:2, 2:6, 6:0 i Samantha Stosur-Zhang Shuai 6:7(6), 6:1, 7:5. Odpadły w trzeciej rundzie po porażce z Rebeccą Peterson i Anastasiją Potapową 3:6, 6:7(6).
Na początku lutego Linette wystąpiła w halowych zawodach w Sankt Petersburgu. W pierwszej rundzie poniosła porażkę z Aleksandrą Sasnowicz 5:7, 6:4, 4:6. Następnie przeniosła się do Dubaju gdzie wzięła udział w kwalifikacjach. Tam pokonała Angielinę Gabujewą 6:0, 6:3, a w kolejnym spotkaniu z Maryną Zanewśką skreczowała przy stanie 2:6. Następnym startem dla Poznanianki były zawody Qatar Ladies Open. W stolicy Kataru Polka po raz drugi w sezonie zagrała z Alison Riske, zwyciężając wynikiem 2:6, 7:6(5), 6:1 i tym samym pokonując Amerykankę po raz pierwszy w karierze. W kolejnym meczu nie sprostała rankingowej nr 3. Barborze Krejčíkovej 1:6, 3:6. Wycofała się z turnieju w Monterrey.
W marcu Polka zagrała w dużych turniejach w Indian Wells i Miami. W Kalifornii na otwarcie przegrała z Astrą Sharmą 4:6, 6:7(1). W grze podwójnej wraz z Chan Hao-ching wygrały z parą rozstawioną z nr 4. Darija Jurak Schreiber-Andreja Klepač 6:3, 2:6, 12–10, a następnie uległy Chinkom Xu Yifan-Yang Zhaoxuan 1:6, 3:6. Na Florydzie awansowała do drugiej rundy zmagań po zwycięstwie nad Zheng Qinwen 7:6(4), 6:4. Została zatrzymana przez Uns Dżabir 6:7(1), 2:6. W zmaganiach deblowych razem z Sarą Sorribes Tormo dotarły do ćwierćfinału. Pokonały pary Aleksandra Panowa-Anastasija Rodionowa 6:1, 6:3 i Belinda Bencic-Ana Konjuh 6:2, 6:3. Nie sprostały późniejszym triumfatorkom Laurze Siegemund i Wierze Zwonariowej 6:3, 1:6, 7–10. Pozostając w Stanach Zjednoczonych Linette przeniosła się do Charleston. W turnieju gry pojedynczej Polka wygrała z Katie Volynets 4:6, 6:3, 7:6(4), rozstawioną z nr 7. Leylah Fernandez 3:6, 6:3, 6:4, oraz z Kaią Kanepi 6:3, 4:6, 6:2. W ćwierćfinale zatrzymała ją Jekatierina Aleksandrowa 0:6, 2:6.
W rozgrywkach deblowych Linette stworzyła parę z Andreją Klepač i zostały rozstawione z nr 4. Polsko-słoweńska para zwyciężyła duety Alicja Rosolska-Erin Routliffe 4:6, 6:1, 10–7 i Vivian Heisen-Xu Yifan 6:2, 6:3. Następnie pokonały Belindę Bencic i Anhelinę Kalininę 6:3, 7:6(6). W meczu o tytuł okazały się lepsze od pary Lucie Hradecká-Sania Mirza 6:2, 4:6, 10–7. Był to czwarty deblowy finał z udziałem Linette i pierwszy wygrany. Za triumf w Charleston zdobyła 470 punktów i znalazła się na najwyższym w karierze, 26. miejscu w klasyfikacji deblistek.
Następnie Magda Linette udała się do Radomia, gdzie w ramach rozgrywek Pucharu Billie Jean King reprezentacja Polski podejmowała Rumunię. Poznanianka zdobyła pierwszy punkt dla drużyny wygrywając z Irinę-Camelię Begu 6:1, 4:6, 6:2. Ostatecznie Polki zwyciężyły 4-0 i zakwalifikowały się do listopadowego turnieju finałowego.
Powracając do rozgrywek w WTA Tour Linette wystąpiła w Stambule. Poniosła tam porażkę w pierwszej rundzie z Juliją Putincewą 6:7(6), 4:6. W turnieju w Madrycie nie przeszła eliminacji. Pokonała w nich Katerynę Baindl 6:3, 7:5, a następnie poniosła porażkę z Anną Karoliną Schmiedlovą 2:6, 6:1, 6:7(4).

### 2023
Sezon rozpoczęła od wzięcia udziału w pierwszej edycji, drużynowych rozgrywek United Cup. Reprezentacja Polski trafiła do grupy B wraz z Kazachstanem i Szwajcarią i wystąpiła w Brisbane. Linette wygrała swoje singlowe mecze, pokonując 6:2, 6;1 Żybek Kułambajewą oraz 5:7, 6:4, 6:1 Jil Teichmann. W meczu przeciwko drużynie Włoch wyrównała stan spotkania na 2:2 po zwycięstwie 6:1, 6:2 nad Lucią Bronzetti. Polska drużyna awansowała do półfinału turnieju i przeniosła się do Sydney. W meczu przeciwko USA Polacy przegrali wszystkie swoje pojedynki, w tym Linette uległa Madison Keys 4:6, 2:6. Poznanianka przeniosła się do Hobart gdzie została rozstawiona z nr 6. Tam poniosła porażkę w pierwszej rundzie przeciwko Alison Van Uytvanck 4:6, 6:1, 4:6.
Następnie wzięła udział w Australian Open. Magda Linette wraz z Chinką Wang Xiyu odpadły z turnieju debla w pierwszej rundzie, po porażce z Japonkami Shūko Aoyama-Ena Shibahara 5:7, 6:3, 3:6. W rywalizacji singlowej Polka na otwarcie pokonała Majar Szarif 7:5, 6:1. Następnie wygrała z rozstawionymi z nr 16. Anett Kontaveit 3:6, 6:3, 6:4 oraz nr 19. Jekatieriną Aleksandrową 6:3, 6:4, po raz pierwszy w karierze docierając do 4. rundy imprezy wielkoszlemowej. Pokonała w niej światową nr 4. Caroline Garcię 7:6(3), 6:4, natomiast w ćwierćfinale zmierzyła się z rozstawioną z numerem 30. Karolíną Plíškovą, wygrywając 6:3, 7:5. W półfinale przegrała z, zajmującą 5. miejsce w rankingu, Aryną Sabalenką 6:7(1), 2:6. Magda Linette została trzecią polską tenisistką w historii, która wystąpiła w wielkoszlemowym półfinale gry pojedynczej. W notowaniu z 30 stycznia znalazła się na, najwyższej w karierze, 22 pozycji w światowym rankingu.
Polka zrezygnowała z gry w Hua Hin. Nie wystąpiła również w turniejach na Półwyspie Arabskim. Mimo to w notowaniu z 13 lutego poprawiła swoją życiową lokatę i awansowała na 21 miejsce. Do rozgrywek powróciła pod koniec lutego w turnieju Mérida Open, gdzie została najwyżej rozstawiona. W pierwszej rundzie, po obronie dwóch piłek meczowych, wygrała z Camilą Osorio 6:7(2), 7:5, 6:2. Jej kolejną przeciwniczką była Panna Udvardy, która poddała spotkanie przy stanie 6:0, 2:5 dla Polki. W ćwierćfinale przegrała z Rebeccą Peterson 2:6, 4:6. Następnie przeniosła się do Austin. Tam na otwarcie nie sprostała Warwarze Graczowej 3:6, 6:4, 4:6.
W Indian Wells, jako rozstawiona z numerem 20., zmagania rozpoczęła od drugiej rundy. W niej została pokonana przez Emmę Raducanu 6:7(3), 2:6. W turnieju deblowym stworzyła parę wraz z Catherine McNally. Na początek wygrały z Monicą Niculescu i Alicją Rosolską 6:3, 6:2. W kolejnym spotkaniu zagrały przeciwko rozstawionym z numerem 4. Desirae Krawczyk–Demi Schuurs, zwyciężając 4:6, 6:1, 11–9. Zmagania zakończyły na ćwierćfinale, w którym przegrały z parą Shūko Aoyama–Ena Shibahara 4:6, 6:3, 8–10.
Następnym turniejem były zawody w Miami, gdzie jako rozstawiona z numerem 20. ponownie rozpoczęła rywalizację od drugiej rundy. Pokonała w niej Jewgieniję Rodinę 6:3, 6:4. W kolejnym spotkaniu wygrała z numerem 14. Wiktoryją Azaranką 7:6(3), 2:6, 6:4. Polce nie udało się awansować do ćwierćfinału. Przegrała z nr 3. rankingu Jessicą Pegulą 1:6, 5:7. Wspólnie z Bernardą Perą, w pierwszych dwóch rundach, pokonały pary Gabriela Dabrowski–Luisa Stefani 6:4, 2:6, 10–5 oraz Laura Siegemund–Wiera Zwonariowa 6:1, 7:6(5). W ćwierćfinale zwyciężyły debel Irina-Camelia Begu–Anhelina Kalinina 6:3, 7:6(5). Następnie w półfinale przegrał z duetem Leylah Fernandez–Taylor Townsend 6:1, 2:6, 12–14.
Pierwszym startem w sezonie, na kortach ziemnych dla Linette, był udział w turnieju rangi WTA 500 w Charleston. Polka była rozstawiona z numerem 8. i w pierwszej rundzie otrzymała wolny los. Na otwarcie pokonała Warwarę Graczową 6:7(3), 7:5, 6:4. Zmagania zakończyła na rundzie trzeciej, przegrywając z rozstawioną z numerem 9. Madison Keys 2:6, 6:3, 1:6.
W turniejach WTA 1000 w Madrycie i w Rzymie osiągnęła trzecie rundy. W obu przypadkach udział rozpoczynała od drugiej rundy, w której w Hiszpanii wygrała z Markétą Vondroušovą, a we Włoszech z Lindą Noskovą. Porażki odniosła kolejno z Mirrą Andriejewą i Beatriz Haddad Maią. W deblu przegrała w Madrycie w pierwszym spotkaniu, w Rzymie zaś rundę później.
W Strasburgu była najwyżej rozstawioną tenisistką. W pierwszej rundzie pokonała Cristinę Bucșę 4:6, 6:2, 6:2, by w kolejnym meczu ulec Anastasiji Pawluczenkowej 3:6, 2:6. We French Open rozstawiona z numerem 21. Linette przegrała w inaugurującym spotkaniu z Leylah Fernandez 3:6, 6:1, 3:6.
Okres gry na kortach trawiastych rozpoczęła w Nottingham, gdzie pokonała Olivię Gadecki 6:4, 6:4 i uległa Jodie Burrage 5:7, 3:6. Podobny rezultat zanotowała w Birmingham po zwycięstwiem odniesionym nad Jasmine Paolini 3:6, 7:5, 6:4 i porażce z Zhu Lin 3:6, 0:6. W deblu razem z Bernardą Perą osiągnęły półfinał po triumfach nad parami Nadija Kiczenok–Alicja Rosolska i Lidzija Marozawa–Ingrid Gamarra Martins. W meczu o finał lepsze okazały się Marta Kostiuk i Barbora Krejčíková.
Na Wimbledonie pokonała w pierwszej rundzie Jil Teichmann 6:3, 6:2 i w drugiej rundzie Barborę Strýcovą 6:4, 6:7(6), 6:3. Udział zakończyła na trzeciej rundzie po przegranym spotkaniu 3:6, 1:6 z Belindą Bencic. W deblu, w którym tworzyła parę z Bernardą Perą, pokonały w pierwszym meczu Tatjanę Marię i Katarzynę Piter 6:3, 6:3, a w kolejnym przegrały 4:6, 4:6 z Naikthą Bains i Maią Lumsden.
W turniejach WTA w Montrealu i Cincinnati nie wygrała meczu singlowego, przegrywając odpowiednio z Wiktoryją Azaranką 3:6, 0:6 i Ann Li 6:0, 6:7(5), 2:6. Razem z Perą brała też udział w zawodach gry podwójnej, osiągając kolejno drugą i pierwszą rundę.

### 2024
Rok rozpoczęła od występu w Brisbane. Jako turniejowa numer 9. do rywalizacji przystąpiła od drugiej rundy. Pokonała w niej Cristinę Bucșę 6:3, 7:5. Następnie uległa Darji Kasatkinie 4:6, 2:6. Wraz z Perą dotarły do ćwierćfinału debla, pokonując pary Wu Fang-hsien–Zhu Lin oraz Linda Nosková–Diana Sznajder. Zostały zatrzymane przez późniejsze triumfatorki turnieju Ludmyłę Kiczenok i Jeļenę Ostapenko. W Adelaide Poznanianka odpadła w pierwszej rundzie, nie wykorzystując 4 piłek meczowych przeciwko Jekatierinie Aleksandrowej. Do wielkoszlemowego Australian Open przystąpiła jako rozstawiona z numerem 20. Na otwarcie trafiła na Caroline Wozniacki. Przy stanie 2:6, 0:2 Polka poddała mecz z powodu urazu uda. W wyniku kontuzji wycofała się z turnieju deblowego. Linette nie obroniła punktów z poprzedniego roku i spadła w rankingu o 32. pozycje. W notowaniu z 29 stycznia znalazła się na 56. miejscu.
W Hua Hin, gdzie została najwyżej rozstawiona, odpadła w pierwszej rundzie po porażce z Dianą Sznajder 4:6, 6:1, 1:6. Polka przeniosła się nad Zatokę Perską, gdzie w Abu Zabi w pierwszej rundzie zwyciężyła, nagrodzoną dziką kartą, Alexandrę Ealę. Następnie przegrała z rozstawioną z numerem 6. Beatriz Haddad Maią. Linette i Pera nie miały zagwarantowanego miejsca w turnieju debla, jednak po wycofaniu się Wang Xinyu i Zheng Saisai dostały się do głównej drabinki. Pokonały parę Uns Dżabir–Naomi Ōsaka 6:3, 6:3 oraz rozstawiony z 3. debel Chan Hao-ching–Giuliana Olmos 7:6(6), 6:1 i awansowały do półfinału. Zrezygnowały jednak z dalszej gry i kolejny mecz poddały walkowerem. Oficjalną przyczyną była kontuzja lewego uda Polki.
W Indian Wells i Miami zarówno w singlu i deblu wygrała łącznie jeden mecz, docierając do drugiej rundy gry podwójnej w Kalifornii. W grze singlowej została kolejno pokonana przez Taylor Townsend i Łesię Curenko.
Serię czterech przegranych spotkań Polka przerwała na mączce, w Charleston. Zwyciężyła Petrę Martić 6:3, 6:4 i Dajanę Jastremśką 0:6, 6:4, 6:3. Została zatrzymana przez, nr 5. w rankingu, Jessicę Pagulę 2:6, 2:6.
Występy w Europie Linette rozpoczęła od rywalizacji we francuskim Rouen. Bez straty seta pokonała Elsę Jacquemot, Nataliję Stevanović i Arantxę Rus. Następnie wygrała z rozstawioną z 3. Anheliną Kalininą 6:1, 4:6, 6:2. W meczu o tytuł poniosła porażkę przeciwko Sloane Stephens 1:6, 6:2, 2:6. Był to dla Polki, pierwszy w karierze, singlowy finał na nawierzchni ziemnej.
W dużych turniejach rangi WTA 1000, w Madrycie i Rzymie, osiągała drugą rundę singla. Wygrywając kolejno z Elisabettą Cocciaretto i Zhu Lin, a ulegając wiceliderce rankingu Arynie Sabalence oraz rozstawionej z 24. Wiktoryji Azarance. W zmaganiach deblowych odpadła po pierwszych meczach. Ostatnim przygotowaniem przed Rolandem Garrosem był występ w Strasburgu, gdzie Linette dotarła do ćwierćfinału. Zwyciężyła wyżej notowane Soranę Cîrsteę 7:5, 7:5 i Jekatierinę Aleksandrową 6:7(5), 6:3, 6:3. Przegrała z Madison Keys 1:6, 3;6 - późniejszą triumfatorką całego turnieju. W drugim wielkoszlemowym turnieju w sezonie, French Open, przegrała w pierwszej rundzie z wyżej rozstawioną Ludmiłą Samsonową 1:6, 1:6.
Okres gry na trawie rozpoczęła od porażki z Robin Montgomery w ’s-Hertogenbosch. W Eastbourne musiała przebijać się przez kwalifikację. Pokonała w nich Chinkę Wang Yafan i Brytyjkę Ranah Stoiber. W pierwszej rundzie turnieju głównego wygrała z Anastasiją Pawluczenkową 1:6, 7:6(4), 6:4, następnie nie dała rady Karolínie Muchovej. Na Wimbledonie, po raz kolejny w sezonie, nie przebrnęła pierwszej rundy singla. Tym razem przegrywając z Eliną Switoliną 5:7, 7:6(9), 3:6. W zmaganiach debla wystąpiła wraz z Peyton Stearns, docierając do drugiej rundy.
Linette w ramach przygotowań do występu na Igrzyskach Olimpijskich, końcem lipca powróciła do gry na nawierzchni ceglanej. Polka zagrała w czeskiej Pradze. Pokonała Monę Barthel 7:6(4), 6:4, Rebekę Masarovą 6:3, 6:4 i Wiktoriję Tomową 4:6, 6:3, 6:2. W półfinale wygrała z, zajmującą 27. miejsce w rankingu, Lindą Noskovą 6:3, 3:6, 7:6(2) i awansowała do kolejnego finału w sezonie. Jej przeciwniczką była Magdalena Fręch. Był to pierwszy w historii finał głównego cyklu, w którym spotkały się dwie zawodniczki z Polski. Magda Linette pokonała rodaczkę 6:2, 6:1, zdobywając trzeci singlowy tytuł i awansując na 41. miejsce w rankingu.
Poznanianka szybko przeniosła się do Paryża, gdzie w turnieju olimpijskim, pokonała w pierwszej rundzie Mirrę Andriejewą, a następnie została zatrzymana przez Jasmine Paolini. W zmaganiach deblowych, towarzyszyła jej Alicja Rosolska, jednak Polki nie zdołały wygrać meczu.
W dużych turniejach w Toronto i Cincinnati osiągnęła drugie rundy w singlu oraz deblu (wraz z Peyton Stearns). W US Open przegrała z Ivą Jović 4:6, 3:6. W grze podwójnej po raz kolejny towarzyszyła jej Stearns. Wspólnie pokonały parę Anastasija Potapowa–Jana Sizikowa 7:5, 3:6, 6:3, a potem przegrały z Kristiną Mladenovic–Zhang Shuai 2:6, 6:4, 3:6.
Do rozgrywek powróciła w tajlandzikm Hua Hin, gdzie jako turniejowa nr 4, w pierwszej rundzie pokonała Łesia Curenko 6:2, 7;5, a następnie uległa późniejszej triumfatorce całych zawodów Rebecce Šramkovej 6:7(5), 4:6. W China Open w wyniku wielu wycofań Polka została rozstawiona z nr 31. (w rankingu 43.) i otrzymała wolny los w pierwszej rundzie. Linette w trzech setach wygrała z Japonką Moyuka Uchijimą, a do czwartej rundy awansowała po zwycięstwie nad rankingową numer 5. Jasmine Paolini 6:4, 6:0.

## Historia występów wielkoszlemowych
Legenda
     W, wygrany turniej
      F, przegrana w finale
      SF, przegrana w półfinale
      QF, przegrana w ćwierćfinale
     xR, przegrana w x rundzie
     Qx, przegrana w x rundzie kwalifikacji
     A, brak startu
     NH, turniej nie odbył się

### Występy w grze pojedynczej
| Australian Open        | A    | A   | A   | A   | A   | Q2  | Q1 | 1R | 1R | 3R | 1R | 1R | A  | 2R | SF | 1R | 1R | 0 / 9  | 8 – 9   |  |  |  |  |  |  |  |  |
| French Open            | A    | A   | A   | A   | A   | Q1  | 1R | 1R | 3R | 1R | 2R | 1R | 3R | 2R | 1R | 1R | 1R | 0 / 11 | 6 – 11  |  |  |  |  |  |  |  |  |
| Wimbledon              | A    | A   | A   | A   | Q1  | Q1  | 1R | 1R | 1R | 1R | 3R | NH | 3R | 2R | 3R | 1R | 1R | 0 / 9  | 7 – 10  |  |  |  |  |  |  |  |  |
| US Open                | A    | A   | A   | A   | Q1  | Q1  | 2R | 1R | 1R | 1R | 2R | 3R | 1R | 1R | 2R | 1R |    | 0 / 10 | 5 – 10  |  |  |  |  |  |  |  |  |
|                        |      |     |     |     |     |     |    |    |    |    |    |    |    |    |    |    |    |        |         |  |  |  |  |  |  |  |  |
| Ranking na koniec roku | 1008 | 194 | 248 | 296 | 148 | 117 | 89 | 96 | 71 | 83 | 42 | 40 | 57 | 49 | 24 | 38 |    | 0 / 39 | 26 – 40 |  |  |  |  |  |  |  |  |

### Występy w grze podwójnej
| Australian Open        | A | A   | A   | A   | A   | A   | A   | 1R  | 2R  | 2R  | 1R  | 1R  | A  | 3R | 1R | A  | 1R | 0 / 8  | 4 – 8   |  |  |  |  |  |  |  |  |
| French Open            | A | A   | A   | A   | A   | A   | 2R  | 2R  | 2R  | 1R  | A   | 2R  | SF | 1R | A  | 2R | 1R | 0 / 9  | 9 – 9   |  |  |  |  |  |  |  |  |
| Wimbledon              | A | A   | A   | A   | A   | A   | 1R  | A   | 1R  | A   | 1R  | NH  | 1R | 1R | 2R | 2R | 2R | 0 / 7  | 3 – 8   |  |  |  |  |  |  |  |  |
| US Open                | A | A   | A   | A   | A   | A   | 1R  | 1R  | A   | 3R  | 2R  | A   | 2R | 1R | QF | 2R |    | 0 / 8  | 8 – 8   |  |  |  |  |  |  |  |  |
|                        |   |     |     |     |     |     |     |     |     |     |     |     |    |    |    |    |    |        |         |  |  |  |  |  |  |  |  |
| Ranking na koniec roku | – | 676 | 221 | 198 | 119 | 155 | 116 | 192 | 139 | 136 | 411 | 165 | 56 | 45 | 42 | 75 |    | 0 / 31 | 24 – 33 |  |  |  |  |  |  |  |  |

### Występy w grze mieszanej
Magda Linette nigdy nie startowała w rozgrywkach gry mieszanej podczas turniejów wielkoszlemowych.

## Finały turniejów WTA
| Legenda                     | Legenda |
| --------------------------- | ------- |
| Wielki Szlem                |         |
| Igrzyska olimpijskie        |         |
| WTA Tour Championships      |         |
| 2009 – 2020                 |         |
| WTA Premier Mandatory       |         |
| WTA Premier 5               |         |
| WTA Premier                 |         |
| WTA International Series    |         |
| WTA 125K series (2012–2020) |         |
| od 2021                     |         |
| WTA 1000 (obowiązkowe)      |         |
| WTA 1000 (nieobowiązkowe)   |         |
| WTA 500                     |         |
| WTA 250                     |         |
| WTA 125                     |         |

### Gra pojedyncza 8 (3–5)
| Końcowy wynik | Nr | Data             | Turniej   | Nawierzchnia   | Przeciwniczka     | Wynik finału  |
| ------------- | -- | ---------------- | --------- | -------------- | ----------------- | ------------- |
| Finalistka    | 1. | 20 września 2015 | Tokio     | Twarda         | Yanina Wickmayer  | 6:4, 3:6, 3:6 |
| Zwyciężczyni  | 1. | 24 sierpnia 2019 | Nowy Jork | Twarda         | Camila Giorgi     | 5:7, 7:5, 6:4 |
| Finalistka    | 2. | 22 września 2019 | Seul      | Twarda         | Karolína Muchová  | 1:6, 1:6      |
| Zwyciężczyni  | 2. | 16 lutego 2020   | Hua Hin   | Twarda         | Leonie Küng       | 6:3, 6:2      |
| Finalistka    | 3. | 18 września 2022 | Ćennaj    | Twarda         | Linda Fruhvirtová | 6:4, 3:6, 4:6 |
| Finalistka    | 4. | 23 września 2023 | Kanton    | Twarda         | Wang Xiyu         | 0:6, 2:6      |
| Finalistka    | 5. | 21 kwietnia 2024 | Rouen     | Ceglana (hala) | Sloane Stephens   | 1:6, 6:2, 2:6 |
| Zwyciężczyni  | 3. | 26 lipca 2024    | Praga     | Ceglana        | Magdalena Fręch   | 6:2, 6:1      |

### Gra podwójna 5 (2–3)
| Końcowy wynik | Nr | Data                 | Turniej    | Nawierzchnia | Partnerka            | Przeciwniczki                       | Wynik finału      |
| ------------- | -- | -------------------- | ---------- | ------------ | -------------------- | ----------------------------------- | ----------------- |
| Finalistka    | 1. | 20 września 2014     | Kanton     | Twarda       | Alizé Cornet         | Chuang Chia-jung Liang Chen         | 6:2, 6:7(3), 7–10 |
| Finalistka    | 2. | 16 października 2016 | Tiencin    | Twarda       | Xu Yifan             | Christina McHale Peng Shuai         | 6:7(8), 0:6       |
| Finalistka    | 3. | 15 kwietnia 2017     | Bogota     | Ceglana      | Verónica Cepede Royg | Beatriz Haddad Maia Nadia Podoroska | 3:6, 6:7(4)       |
| Zwyciężczyni  | 1. | 10 kwietnia 2022     | Charleston | Ceglana      | Andreja Klepač       | Lucie Hradecká Sania Mirza          | 6:2, 4:6, 10–7    |
| Zwyciężczyni  | 2. | 25 czerwca 2022      | Eastbourne | Trawiasta    | Aleksandra Krunić    | Ludmyła Kiczenok Jeļena Ostapenko   | walkower          |

## Finały turniejów WTA 125

### Gra pojedyncza 2 (1–2)
| Końcowy wynik | Nr | Data                 | Turniej | Nawierzchnia | Przeciwniczka          | Wynik finału     |
| ------------- | -- | -------------------- | ------- | ------------ | ---------------------- | ---------------- |
| Zwyciężczyni  | 1. | 2 listopada 2014     | Ningbo  | Twarda       | Wang Qiang             | 3:6, 7:5, 6:1    |
| Finalistka    | 1. | 10 czerwca 2018      | Bol     | Ceglana      | Tamara Zidanšek        | 1:6, 3:6         |
| Finalistka    | 2. | 30 października 2022 | Tampico | Twarda       | Elisabetta Cocciaretto | 6:7(5), 6:4, 1:6 |

## Występy w Turnieju WTA Elite Trophy

### W grze pojedynczej
| Rok  | Rezultat     | Przeciwniczka                      | Wynik                  |
| 2023 | Faza grupowa | Barbora Krejčíková Darja Kasatkina | 2:6, 4:6 5:7, 6:1, 1:6 |

## Historia występów w turniejach WTA
| Letnie igrzyska olimpijskie    |    |    | 1R |    |    |    |    | 1R |    |    | 0 – 2 |
| Turnieje WTA Premier Mandatory |    |    |    |    |    |    |    |    |    |    |       |
| Indian Wells                   | 1Q | A  | 1Q | 2R | 1R | 2R | NH | 2R | 1R | 2R | 3 – 6 |
| Miami                          | 1Q | 2Q | 3R | 1R | 1R | 2Q | NH | 2R | 2R | 4R | 6 – 6 |
| Madryt                         | A  | A  | A  | 1Q | 2Q | 1Q | NH | 1R | 2Q | 3R | 1 – 2 |
| Pekin                          | 1Q | 2Q | 1Q | 1R | 1Q | 1R | NH | NH | NH | 3R | 2 – 3 |

## Finały turniejów ITF
| turnieje z pulą nagród 100 000 $   |
| turnieje z pulą nagród 75/80 000 $ |
| turnieje z pulą nagród 50/60 000 $ |
| turnieje z pulą nagród 25 000 $    |
| turnieje z pulą nagród 15 000 $    |
| turnieje z pulą nagród 10 000 $    |

### Gra pojedyncza 21 (11–10)
| Rezultat     |     | Data       | Turniej        | ($)     | Naw.            | Przeciwniczka             | Wynik               |
| Zwyciężczyni | 1.  | 12/06/2010 | Szczecin       | 25 000  | Ceglana         | Margit Rüütel             | 6:2, 6:0            |
| Finalistka   | 1.  | 04/07/2010 | Toruń          | 25 000  | Ceglana         | Ksienija Pierwak          | 4:6, 1:6            |
| Zwyciężczyni | 2.  | 08/08/2010 | Hechingen      | 25 000  | Ceglana         | Sílvia Soler Espinosa     | 7:5, 3:6, 6:2       |
| Zwyciężczyni | 3.  | 15/08/2010 | Versmold       | 25 000  | Ceglana         | Irina-Camelia Begu        | 6:2, 7:5            |
| Zwyciężczyni | 4.  | 12/09/2010 | Katowice       | 25 000  | Ceglana         | Eva Birnerová             | 4:6, 6:2, 6:2       |
| Finalistka   | 2.  | 18/09/2010 | Zagrzeb        | 25 000  | Ceglana         | Renata Voráčová           | 1:6, 6:4, 4:6       |
| Finalistka   | 3.  | 21/11/2010 | Zawada         | 25 000  | Dywanowa (hala) | Sandra Záhlavová          | 7:5, 6:7(4), 4:6    |
| Finalistka   | 4.  | 12/05/2012 | Florencja      | 10 000  | Ceglana         | Anaïs Laurendon           | 4:6, 4:6            |
| Finalistka   | 5.  | 23/06/2012 | Kristinehamn   | 25 000  | Ceglana         | Sacha Jones               | 4:6, 4:6            |
| Zwyciężczyni | 5.  | 30/09/2012 | Praga          | 10 000  | Ceglana         | Zuzana Luknárová          | 6:2, 7:6(7)         |
| Finalistka   | 6.  | 04/05/2013 | Civitavecchia  | 25 000  | Ceglana         | Anna Karolína Schmiedlová | 0:6, 1:6            |
| Finalistka   | 7.  | 03/11/2013 | Nantes         | 50 000  | Twarda (hala)   | Alaksandra Sasnowicz      | 6:4, 4:6, 2:6       |
| Zwyciężczyni | 6.  | 07/12/2013 | Pune           | 25 000  | Twarda          | Kamiła Kierimbajewa       | 7:5, 7:6(5)         |
| Finalistka   | 8.  | 14/12/2013 | Navi Mumbai    | 25 000  | Twarda          | Rika Fujiwara             | 6:2, 6:7(5), 6:7(4) |
| Zwyciężczyni | 7.  | 19/10/2014 | Goyang         | 25 000  | Twarda          | Renata Voráčová           | 6:3, 3:6, 6:3       |
| Zwyciężczyni | 8.  | 08/02/2015 | Grenoble       | 25 000  | Twarda          | Tereza Martincová         | 7:6, 4:6, 6:1       |
| Zwyciężczyni | 9.  | 21/02/2015 | Nowe Delhi     | 25 000  | Twarda          | Tadeja Majerič            | 6:1, 6:1            |
| Finalistka   | 9.  | 21/06/2015 | Ilkley         | 50 000  | Trawiasta       | Anna-Lena Friedsam        | 7:5, 3:6, 1:6       |
| Zwyciężczyni | 10. | 08/05/2016 | Cagnes-sur-Mer | 100 000 | Ceglana         | Carina Witthöft           | 6:3, 7:5            |
| Zwyciężczyni | 11. | 16/06/2019 | Manchester     | 100 000 | Trawiasta       | Zarina Dijas              | 7:6(1), 2:6, 6:3    |
| Finalistka   | 10. | 07/08/2022 | Kozerki        | 100 000 | Twarda          | Kateřina Siniaková        | 4:6, 1:6            |

### Gra podwójna 17 (8–9)
| Rezultat     |    | Data       | Turniej        | ($)      | Naw.            | Partnerka           | Przeciwniczki                           | Wynik          |
| Finalistka   | 1. | 21/11/2010 | Zawada         | 25 000   | Dywanowa (hala) | Paula Kania         | Oksana Kalasznikowa Palina Piechawa     | 3:6, 4:6       |
| Finalistka   | 2. | 15/04/2011 | Casablanca     | 25 000   | Ceglana         | Katarzyna Piter     | Sandra Klemenschits Kristina Mladenovic | 3:6, 6:3, 8–10 |
| Finalistka   | 3. | 05/06/2011 | Rzym           | 50 000   | Ceglana         | Liana Ungur         | Sophie Ferguson Sally Peers             | walkower       |
| Finalistka   | 4. | 17/09/2011 | Mestre         | 50 000   | Ceglana         | Tímea Babos         | Walentina Iwachnienko Marina Mielnikowa | 4:6, 5:7       |
| Finalistka   | 5. | 13/11/2011 | Zawada         | 25 000   | Dywanowa (hala) | Paula Kania         | Naomi Broady Kristina Mladenovic        | 6:7(5), 4:6    |
| Zwyciężczyni | 1. | 29/06/2012 | Ystad          | 25 000   | Ceglana         | Katarzyna Piter     | Oksana Kalasznikowa Lenka Wienerová     | 6:3, 6:3       |
| Finalistka   | 6. | 29/09/2012 | Praga          | 10 000   | Ceglana         | Kateřina Kramperová | Lucy Brown Angelica Moratelli           | 3:6, 7:5, 6–10 |
| Zwyciężczyni | 2. | 20/10/2012 | Limoges        | 50 000   | Ceglana         | Sandra Zaniewska    | Irena Pavlovic Stefanie Vögele          | 6:1, 5:7, 10–5 |
| Zwyciężczyni | 3. | 10/11/2012 | Équeurdreville | 25 000   | Ceglana         | Katarzyna Piter     | Amra Sadiković Ana Vrljić               | 6:4, 5:7(4)    |
| Zwyciężczyni | 4. | 20/12/2012 | Ankara         | 50 000   | Ceglana         | Katarzyna Piter     | Iryna Buriaczok Walerija Sołowjowa      | 6:2, 6:2       |
| Finalistka   | 7. | 04/05/2013 | Civitavecchia  | 25 000   | Ceglana         | Paula Kania         | Stephanie Vogt Renata Voráčová          | 3:6, 4:6       |
| Zwyciężczyni | 5. | 11/05/2013 | Johannesburg   | 50 000+H | Twarda          | Chanel Simmonds     | Samantha Murray Jade Windley            | 6:1, 6:3       |
| Zwyciężczyni | 6. | 01/06/2013 | Maribor        | 25 000   | Ceglana         | Paula Kania         | Mailen Auroux María Irigoyen            | 6:3, 6:0       |
| Zwyciężczyni | 7. | 05/07/2013 | Toruń          | 25 000   | Ceglana         | Paula Kania         | Julija Bejhelzimer Elena Bogdan         | 6:2, 4:6, 10–5 |
| Finalistka   | 8. | 27/09/2013 | Loughborough   | 25 000   | Twarda (hala)   | Tereza Smitková     | Çağla Büyükakçay Pemra Özgen            | 2:6, 7:5, 6–10 |
| Zwyciężczyni | 8. | 20/10/2013 | Limoges        | 50 000   | Twarda          | Viktorija Golubic   | Nicole Clerico Nikola Fraňková          | 6:4, 6:4       |
| Finalistka   | 9. | 04/04/2014 | Edgbaston      | 25 000   | Twarda (hala)   | Amra Sadiković      | Jocelyn Rae Anna Smith                  | 6:3, 5:7, 4–10 |

## Występy w igrzyskach olimpijskich

### Gra pojedyncza
| Runda                                                                           | Przeciwniczka                                      | Wynik    |
| ------------------------------------------------------------------------------- | -------------------------------------------------- | -------- |
|                                                                                 |                                                    |          |
| Letnie Igrzyska Olimpijskie w Rio de Janeiro 2016, reprezentując państwo Polska |                                                    |          |
| I runda                                                                         | Rosja: Anastasija Pawluczenkowa [14]               | 0:6, 3:6 |
|                                                                                 |                                                    |          |
| Letnie Igrzyska Olimpijskie w Tokio 2020, reprezentując państwo Polska          |                                                    |          |
| I runda                                                                         | Białoruś: Aryna Sabalenka [3]                      | 2:6, 1:6 |
|                                                                                 |                                                    |          |
| Letnie Igrzyska Olimpijskie w Paryżu 2024, reprezentując państwo Polska         |                                                    |          |
| I runda                                                                         | Indywidualni sportowcy neutralni: Mirra Andriejewa | 6:3, 6:4 |
| II runda                                                                        | Włochy: Jasmine Paolini [4]                        | 4:6, 1:6 |

### Gra podwójna kobiet
| Runda                                     | Partnerka       | Przeciwniczki                                                 | Wynik    |
| ----------------------------------------- | --------------- | ------------------------------------------------------------- | -------- |
|                                           |                 |                                                               |          |
| Letnie Igrzyska Olimpijskie w Tokio 2020  |                 |                                                               |          |
| I runda                                   | Alicja Rosolska | Stany Zjednoczone: Bethanie Mattek-Sands / Jessica Pegula [4] | 1:6, 3:6 |
|                                           |                 |                                                               |          |
| Letnie Igrzyska Olimpijskie w Paryżu 2024 |                 |                                                               |          |
| I runda                                   | Alicja Rosolska | Ukraina: Marta Kostiuk / Dajana Jastremśka [7]                | 4:6, 1:6 |

## Puchar Federacji / Puchar Billie Jean King

### Gra pojedyncza
| Rok  | Runda                                 | Data i miejsce                               | Przeciwnik              | Nawierzchnia    | Rywal                    | Zwycięstwo/Porażka | Rezultat         |
| ---- | ------------------------------------- | -------------------------------------------- | ----------------------- | --------------- | ------------------------ | ------------------ | ---------------- |
| 2011 | Europa/Afryka Grupa I                 | 2–5 lutego 2011 Ejlat, Izrael                | Bułgaria (1:2)          | Twarda          | Elica Kostowa            | Porażka            | 4:6, 6:4, 6:7(5) |
| 2011 | Europa/Afryka Grupa I                 | 2–5 lutego 2011 Ejlat, Izrael                | Izrael (2:1)            | Twarda          | Julja Gluszko            | Porażka            | 5:7, 3:6         |
| 2011 | Europa/Afryka Grupa I                 | 2–5 lutego 2011 Ejlat, Izrael                | Luksemburg (2:1)        | Twarda          | Anne Kremer              | Zwycięstwo         | 6:1, 6:1         |
| 2011 | Baraże Europa/Afryka grupa I          | 2–5 lutego 2011 Ejlat, Izrael                | Białoruś (0:2)          | Twarda          | Wolha Hawarcowa          | Porażka            | 6:7(3), 6:7(0)   |
| 2016 | Grupa Światowa II Play-off            | 6–7 lutego 2016 Kailua, Stany Zjednoczone    | Stany Zjednoczone (0:4) | Twarda          | Sloane Stephens          | Porażka            | 2:6, 4:6         |
| 2016 | Grupa Światowa II Play-off            | 6–7 lutego 2016 Kailua, Stany Zjednoczone    | Stany Zjednoczone (0:4) | Twarda          | Venus Williams           | Porażka            | 1:6, 2:6         |
| 2017 | Europa/Afryka Grupa I                 | 8–11 lutego 2017 Tallinn, Estonia            | Austria (2:1)           | Twarda (hala)   | Barbara Haas             | Porażka            | 4:6, 6:4, 5:7    |
| 2017 | Europa/Afryka Grupa I                 | 8–11 lutego 2017 Tallinn, Estonia            | Gruzja (2:1)            | Twarda (hala)   | Sopia Szapatawa          | Zwycięstwo         | 7:5, 6:4         |
| 2017 | Baraże Europa/Afryka grupa I          | 8–11 lutego 2017 Tallinn, Estonia            | Serbia (1:2)            | Twarda (hala)   | Nina Stojanović          | Zwycięstwo         | 6:2, 6:1         |
| 2018 | Europa/Afryka Grupa I                 | 7–10 lutego 2018 Tallinn, Estonia            | Austria (2:1)           | Twarda (hala)   | Julia Grabher            | Zwycięstwo         | 6:2, 7:5         |
| 2018 | Europa/Afryka Grupa I                 | 7–10 lutego 2018 Tallinn, Estonia            | Łotwa (1:2)             | Twarda (hala)   | Jeļena Ostapenko         | Porażka            | 3:6, 3:6         |
| 2018 | Europa/Afryka Grupa I                 | 7–10 lutego 2018 Tallinn, Estonia            | Turcja (2:1)            | Twarda (hala)   | Başak Eraydın            | Zwycięstwo         | 6:4, 7:5         |
| 2019 | Europa/Afryka Grupa I                 | 6–9 lutego 2019 Zielona Góra, Polska         | Rosja (1:2)             | Twarda (hala)   | Anastasija Pawluczenkowa | Porażka            | 4:6, 3:6         |
| 2019 | Europa/Afryka Grupa I                 | 6–9 lutego 2019 Zielona Góra, Polska         | Dania (3:0)             | Twarda (hala)   | Karen Barritza           | Zwycięstwo         | 6:2, 6:2         |
| 2020 | Europa/Afryka Grupa I                 | 5–8 lutego 2020 Esch-sur-Alzette, Luksemburg | Słowenia (2:1)          | Twarda (hala)   | Tamara Zidanšek          | Zwycięstwo         | 7:5, 6:4         |
| 2020 | Europa/Afryka Grupa I                 | 5–8 lutego 2020 Esch-sur-Alzette, Luksemburg | Turcja (3:0)            | Twarda (hala)   | Pemra Özgen              | Zwycięstwo         | 6:0, 6:3         |
| 2020 | Baraże Europa/Afryka grupa I          | 5–8 lutego 2020 Esch-sur-Alzette, Luksemburg | Szwecja (2:0)           | Twarda (hala)   | Johanna Larsson          | Zwycięstwo         | 7:5, 6:4         |
| 2022 | Grupa Światowa – Runda Kwalifikacyjna | 15–16 kwietnia 2022 Radom, Polska            | Rumunia (4:0)           | Twarda (hala)   | Irina-Camelia Begu       | Zwycięstwo         | 6:1, 4:6, 6:2    |
| 2022 | Grupa Światowa – Turniej Finałowy     | 8–13 listopada 2022 Glasgow, Wielka Brytania | Stany Zjednoczone (1:2) | Twarda (hala)   | Madison Keys             | Zwycięstwo         | 6:4, 4:6, 6:2    |
| 2022 | Grupa Światowa – Turniej Finałowy     | 8–13 listopada 2022 Glasgow, Wielka Brytania | Czechy (1:2)            | Twarda (hala)   | Karolína Plíšková        | Zwycięstwo         | 6:4, 6:1         |
| 2023 | Grupa Światowa – Runda Kwalifikacyjna | 14–15 kwietnia 2023 Astana, Kazachstan       | Kazachstan (1:3)        | Cegalana (hala) | Julija Putincewa         | Porażka            | 5:7, 3:6         |
| 2023 | Grupa Światowa – Runda Kwalifikacyjna | 14–15 kwietnia 2023 Astana, Kazachstan       | Kazachstan (1:3)        | Cegalana (hala) | Jelena Rybakina          | Porażka            | 4:6, 2:6         |

### Gra podwójna
| Rok  | Runda                        | Data i miejsce                    | Przeciwnik       | Nawierzchnia  | Partnerka       | Rywalki                            | Zwycięstwo/Porażka | Rezultat      |
| ---- | ---------------------------- | --------------------------------- | ---------------- | ------------- | --------------- | ---------------------------------- | ------------------ | ------------- |
| 2012 | Europa/Afryka Grupa I        | 2–5 lutego 2012 Ejlat, Izrael     | Luksemburg (3:0) | Twarda        | Alicja Rosolska | Tiffany Cornelius Laura Correia    | Zwycięstwo         | 6:1, 6:1      |
| 2012 | Europa/Afryka Grupa I        | 2–5 lutego 2012 Ejlat, Izrael     | Chorwacja (3:0)  | Twarda        | Alicja Rosolska | Ani Mijačika Donna Vekić           | Zwycięstwo         | 7:5, 7:5      |
| 2017 | Baraże Europa/Afryka grupa I | 8–11 lutego 2017 Tallinn, Estonia | Serbia (2:1)     | Twarda (hala) | Katarzyna Piter | Ivana Jorović Nina Stojanović      | Porażka            | 6:4, 4:6, 1:6 |
| 2018 | Europa/Afryka Grupa I        | 7–10 lutego 2018 Tallinn, Estonia | Austria (2:1)    | Twarda (hala) | Alicja Rosolska | Julia Grabher Melanie Klaffner     | Zwycięstwo         | 6:3, 6:4      |
| 2018 | Europa/Afryka Grupa I        | 7–10 lutego 2018 Tallinn, Estonia | Łotwa (1:2)      | Twarda (hala) | Alicja Rosolska | Diāna Marcinkēviča Daniela Vismane | Zwycięstwo         | 6:1, 6:0      |

## Bilans spotkań przeciwko pierwszej dziesiątce rankingu WTA
Bilans spotkań w turniejach WTA przeciwko zawodniczkom klasyfikowanym w pierwszej dziesiątce rankingu (aktualne na dzień 15 sierpnia 2025).
| Lista spotkań z Wiktoryją Azarenką: | Lista spotkań z Wiktoryją Azarenką: | Lista spotkań z Wiktoryją Azarenką: | Lista spotkań z Wiktoryją Azarenką: | Lista spotkań z Wiktoryją Azarenką: |
| ----------------------------------- | ----------------------------------- | ----------------------------------- | ----------------------------------- | ----------------------------------- |
| Nr                                  | Rok                                 | Turniej                             | Nawierzchnia                        | Wynik                               |
| 1.                                  | 2016                                | Miami                               | Twarda                              | 3:6, 0:6                            |
| 2.                                  | 2021                                | Indian Wells                        | Twarda                              | 5:7, 0:3 krecz                      |
| 1.                                  | 2023                                | Miami                               | Twarda                              | 7:6(3), 2:6, 6:4                    |
| 3.                                  | 2023                                | Montreal                            | Twarda                              | 3:6, 0:6                            |
| 2.                                  | 2023                                | Pekin                               | Twarda                              | 5:7, 6:1, 6:2                       |
| 4.                                  | 2024                                | Rzym                                | Ceglana                             | 7:6(5), 4:6, 3:6                    |

| Lista spotkań z Asheligh Barty: | Lista spotkań z Asheligh Barty: | Lista spotkań z Asheligh Barty: | Lista spotkań z Asheligh Barty: | Lista spotkań z Asheligh Barty: |
| ------------------------------- | ------------------------------- | ------------------------------- | ------------------------------- | ------------------------------- |
| Nr                              | Rok                             | Turniej                         | Nawierzchnia                    | Wynik                           |
| 1.                              | 2019                            | French Open                     | Ceglana                         | 6:1, 2:2 krecz                  |

| Lista spotkań z Simoną Halep: | Lista spotkań z Simoną Halep: | Lista spotkań z Simoną Halep: | Lista spotkań z Simoną Halep: | Lista spotkań z Simoną Halep: |
| ----------------------------- | ----------------------------- | ----------------------------- | ----------------------------- | ----------------------------- |
| Nr                            | Rok                           | Turniej                       | Nawierzchnia                  | Wynik                         |
| 1.                            | 2019                          | French Open                   | Ceglana                       | 4:6, 7:5, 3:6                 |
| 2.                            | 2021                          | Cincinnati                    | Twarda                        | 4:6, 6:3, 1:6                 |

| Lista spotkań z Jeleną Janković: | Lista spotkań z Jeleną Janković: | Lista spotkań z Jeleną Janković: | Lista spotkań z Jeleną Janković: | Lista spotkań z Jeleną Janković: |
| -------------------------------- | -------------------------------- | -------------------------------- | -------------------------------- | -------------------------------- |
| Nr                               | Rok                              | Turniej                          | Nawierzchnia                     | Wynik                            |
| 1.                               | 2016                             | Miami                            | Twarda                           | 1:0, krecz                       |

| Lista spotkań z Angelique Kerber: | Lista spotkań z Angelique Kerber: | Lista spotkań z Angelique Kerber: | Lista spotkań z Angelique Kerber: | Lista spotkań z Angelique Kerber: |
| --------------------------------- | --------------------------------- | --------------------------------- | --------------------------------- | --------------------------------- |
| Nr                                | Rok                               | Turniej                           | Nawierzchnia                      | Wynik                             |
| 1.                                | 2022                              | Strasburg                         | Ceglana                           | 2:6, 6:4, 4:6                     |
| 2.                                | 2022                              | Wimbledon                         | Trawiasta                         | 3:6, 3:6                          |

| Lista spotkań z Garbiñe Muguruzą: | Lista spotkań z Garbiñe Muguruzą: | Lista spotkań z Garbiñe Muguruzą: | Lista spotkań z Garbiñe Muguruzą: | Lista spotkań z Garbiñe Muguruzą: |
| --------------------------------- | --------------------------------- | --------------------------------- | --------------------------------- | --------------------------------- |
| Nr                                | Rok                               | Turniej                           | Nawierzchnia                      | Wynik                             |
| 1.                                | 2017                              | Wuhan                             | Twarda                            | 2:6, 6:1, 4:6                     |

| Lista spotkań z Naomi Ōsaką: | Lista spotkań z Naomi Ōsaką: | Lista spotkań z Naomi Ōsaką: | Lista spotkań z Naomi Ōsaką: | Lista spotkań z Naomi Ōsaką: |
| ---------------------------- | ---------------------------- | ---------------------------- | ---------------------------- | ---------------------------- |
| Nr                           | Rok                          | Turniej                      | Nawierzchnia                 | Wynik                        |
| 1.                           | 2018                         | Washington                   | Twarda                       | 6:2, 3:6, 6:3                |
| 1.                           | 2019                         | Australian Open              | Twarda                       | 4:6, 2:6                     |
| 2.                           | 2019                         | US Open                      | Twarda                       | 2:6, 4:6                     |

| Lista spotkań z Karolíną Plíškovą: | Lista spotkań z Karolíną Plíškovą: | Lista spotkań z Karolíną Plíškovą: | Lista spotkań z Karolíną Plíškovą: | Lista spotkań z Karolíną Plíškovą: |
| ---------------------------------- | ---------------------------------- | ---------------------------------- | ---------------------------------- | ---------------------------------- |
| Nr                                 | Rok                                | Turniej                            | Nawierzchnia                       | Wynik                              |
| 1.                                 | 2012                               | Andrézieux-Bouthéon                | Twarda                             | 3:6, 3:6                           |
| 2.                                 | 2012                               | Nantes                             | Twarda                             | 1:6, 2:6                           |
| 1.                                 | 2012                               | Équeurdreville-Hainneville         | Twarda                             | 6:3, 5:7, 6:3                      |
| 3.                                 | 2014                               | Praga                              | Ceglana                            | 3:6, 3:6                           |
| 4.                                 | 2015                               | Tiencin                            | Twarda                             | 2:6, 1:6                           |
| 5.                                 | 2017                               | US Open                            | Twarda                             | 2:6, 1:6                           |
| 6.                                 | 2017                               | Tokio                              | Twarda                             | 2:6, 1:6                           |
| 7.                                 | 2022                               | US Open                            | Twarda                             | 2:6, 6:4, 6:7(8)                   |
| 2.                                 | 2022                               | Glasgow                            | Twarda (hala)                      | 6:4, 6:1                           |
| 3.                                 | 2023                               | Australian Open                    | Twarda                             | 6:3, 7:5                           |

| Lista spotkań z Aryną Sabalenką: | Lista spotkań z Aryną Sabalenką: | Lista spotkań z Aryną Sabalenką: | Lista spotkań z Aryną Sabalenką: | Lista spotkań z Aryną Sabalenką: |
| -------------------------------- | -------------------------------- | -------------------------------- | -------------------------------- | -------------------------------- |
| Nr                               | Rok                              | Turniej                          | Nawierzchnia                     | Wynik                            |
| 1.                               | 2018                             | Tiencin                          | Twarda                           | 1:6, 3:6                         |
| 2.                               | 2021                             | Tokio                            | Twarda                           | 2:6, 1:6                         |
| 3.                               | 2023                             | Australian Open                  | Twarda                           | 6:7(1), 2:6                      |
| 4.                               | 2024                             | Madryt                           | Ceglana                          | 4:6, 6:3, 3:6                    |

| Lista spotkań z Mariją Szarapową: | Lista spotkań z Mariją Szarapową: | Lista spotkań z Mariją Szarapową: | Lista spotkań z Mariją Szarapową: | Lista spotkań z Mariją Szarapową: |
| --------------------------------- | --------------------------------- | --------------------------------- | --------------------------------- | --------------------------------- |
| Nr                                | Rok                               | Turniej                           | Nawierzchnia                      | Wynik                             |
| 1.                                | 2015                              | Tiencin                           | Twarda                            | 5:7, 3:6                          |

| Lista spotkań z Igą Świątek: | Lista spotkań z Igą Świątek: | Lista spotkań z Igą Świątek: | Lista spotkań z Igą Świątek: | Lista spotkań z Igą Świątek: |
| ---------------------------- | ---------------------------- | ---------------------------- | ---------------------------- | ---------------------------- |
| Nr                           | Rok                          | Turniej                      | Nawierzchnia                 | Wynik                        |
| 1.                           | 2023                         | Pekin                        | Twarda                       | 1:6, 1:6                     |

| Lista spotkań z Sereną Williams: | Lista spotkań z Sereną Williams: | Lista spotkań z Sereną Williams: | Lista spotkań z Sereną Williams: | Lista spotkań z Sereną Williams: |
| -------------------------------- | -------------------------------- | -------------------------------- | -------------------------------- | -------------------------------- |
| Nr                               | Rok                              | Turniej                          | Nawierzchnia                     | Wynik                            |
| 1.                               | 2018                             | US Open                          | Twarda                           | 4:6, 0:6                         |

| Lista spotkań z Venus Williams: | Lista spotkań z Venus Williams: | Lista spotkań z Venus Williams: | Lista spotkań z Venus Williams: | Lista spotkań z Venus Williams: |
| ------------------------------- | ------------------------------- | ------------------------------- | ------------------------------- | ------------------------------- |
| Nr                              | Rok                             | Turniej                         | Nawierzchnia                    | Wynik                           |
| 1.                              | 2016                            | Kailua                          | Twarda                          | 1:6, 2:6                        |
| 2.                              | 2016                            | Stanford                        | Twarda                          | 3:6, 7:6(6), 2:6                |

| Lista spotkań z Caroline Wozniacki: | Lista spotkań z Caroline Wozniacki: | Lista spotkań z Caroline Wozniacki: | Lista spotkań z Caroline Wozniacki: | Lista spotkań z Caroline Wozniacki: |
| ----------------------------------- | ----------------------------------- | ----------------------------------- | ----------------------------------- | ----------------------------------- |
| Nr                                  | Rok                                 | Turniej                             | Nawierzchnia                        | Wynik                               |
| 1.                                  | 2016                                | Tokio                               | Twarda                              | 4:6, 3:6                            |
| 2.                                  | 2017                                | Indian Wells                        | Twarda                              | 3:6, 0:6                            |
| 3.                                  | 2024                                | Australian Open                     | Twarda                              | 2:6, 0:2 krecz                      |

| Lista spotkań z Paulą Badosą: | Lista spotkań z Paulą Badosą: | Lista spotkań z Paulą Badosą: | Lista spotkań z Paulą Badosą: | Lista spotkań z Paulą Badosą: |
| ----------------------------- | ----------------------------- | ----------------------------- | ----------------------------- | ----------------------------- |
| Nr                            | Rok                           | Turniej                       | Nawierzchnia                  | Wynik                         |
| 1.                            | 2021                          | Wimbledon                     | Trawiasta                     | 7:5, 2:6, 4:6                 |

| Lista spotkań z Uns Dżabir: | Lista spotkań z Uns Dżabir: | Lista spotkań z Uns Dżabir: | Lista spotkań z Uns Dżabir: | Lista spotkań z Uns Dżabir: |
| --------------------------- | --------------------------- | --------------------------- | --------------------------- | --------------------------- |
| Nr                          | Rok                         | Turniej                     | Nawierzchnia                | Wynik                       |
| 1.                          | 2013                        | Baku                        | Twarda                      | 3:6, 1:4 krecz              |
| 1.                          | 2017                        | Charleston                  | Ceglana                     | 4:6, 4:6                    |
| 2.                          | 2021                        | French Open                 | Ceglana                     | 6:3, 0:6, 1:6               |
| 3.                          | 2022                        | Miami                       | Twarda                      | 6:7(1), 2:6                 |
| 2.                          | 2022                        | French Open                 | Ceglana                     | 3:6, 7:6(4), 7:5            |

| Lista spotkań z Anett Kontaveit: | Lista spotkań z Anett Kontaveit: | Lista spotkań z Anett Kontaveit: | Lista spotkań z Anett Kontaveit: | Lista spotkań z Anett Kontaveit: |
| -------------------------------- | -------------------------------- | -------------------------------- | -------------------------------- | -------------------------------- |
| Nr                               | Rok                              | Turniej                          | Nawierzchnia                     | Wynik                            |
| 1.                               | 2017                             | Wuhan                            | Twarda                           | 7:5, 6:4                         |
| 1.                               | 2020                             | US Open                          | Twarda                           | 3:6, 3:6                         |
| 2.                               | 2023                             | Australian Open                  | Twarda                           | 3:6, 6:3, 6:4                    |

| Lista spotkań z Barborą Krejčíkovą: | Lista spotkań z Barborą Krejčíkovą: | Lista spotkań z Barborą Krejčíkovą: | Lista spotkań z Barborą Krejčíkovą: | Lista spotkań z Barborą Krejčíkovą: |
| ----------------------------------- | ----------------------------------- | ----------------------------------- | ----------------------------------- | ----------------------------------- |
| Nr                                  | Rok                                 | Turniej                             | Nawierzchnia                        | Wynik                               |
| 1.                                  | 2017                                | Toronto                             | Twarda                              | 6:4, 6:7(3), 4:6                    |
| 2.                                  | 2022                                | Doha                                | Twarda                              | 1:6, 3:6                            |
| 3.                                  | 2023                                | Zhuhai                              | Twarda                              | 2:6, 4:6                            |
| 1.                                  | 2025                                | Strasburg                           | Ceglana                             | 6:3, 6:3                            |

| Lista spotkań ze Swietłaną Kuzniecową: | Lista spotkań ze Swietłaną Kuzniecową: | Lista spotkań ze Swietłaną Kuzniecową: | Lista spotkań ze Swietłaną Kuzniecową: | Lista spotkań ze Swietłaną Kuzniecową: |
| -------------------------------------- | -------------------------------------- | -------------------------------------- | -------------------------------------- | -------------------------------------- |
| Nr                                     | Rok                                    | Turniej                                | Nawierzchnia                           | Wynik                                  |
| 1.                                     | 2020                                   | Hobart                                 | Twarda                                 | 7:6(2), 7:6(9)                         |

| Lista spotkań z Petrą Kvitovą: | Lista spotkań z Petrą Kvitovą: | Lista spotkań z Petrą Kvitovą: | Lista spotkań z Petrą Kvitovą: | Lista spotkań z Petrą Kvitovą: |
| ------------------------------ | ------------------------------ | ------------------------------ | ------------------------------ | ------------------------------ |
| Nr                             | Rok                            | Turniej                        | Nawierzchnia                   | Wynik                          |
| 1.                             | 2016                           | Montreal                       | Twarda                         | 1:6, 2:6                       |
| 2.                             | 2019                           | Wimbledon                      | Trawiasta                      | 3:6, 2:6                       |
| 3.                             | 2021                           | Rzym                           | Ceglana                        | 6:1, 0:6, 2:6                  |

| Lista spotkań z Agnieszką Radwańską: | Lista spotkań z Agnieszką Radwańską: | Lista spotkań z Agnieszką Radwańską: | Lista spotkań z Agnieszką Radwańską: | Lista spotkań z Agnieszką Radwańską: |
| ------------------------------------ | ------------------------------------ | ------------------------------------ | ------------------------------------ | ------------------------------------ |
| Nr                                   | Rok                                  | Turniej                              | Nawierzchnia                         | Wynik                                |
| 1.                                   | 2015                                 | US Open                              | Twarda                               | 3:6, 2:6                             |

| Lista spotkań z Wierą Zwonariową: | Lista spotkań z Wierą Zwonariową: | Lista spotkań z Wierą Zwonariową: | Lista spotkań z Wierą Zwonariową: | Lista spotkań z Wierą Zwonariową: |
| --------------------------------- | --------------------------------- | --------------------------------- | --------------------------------- | --------------------------------- |
| Nr                                | Rok                               | Turniej                           | Nawierzchnia                      | Wynik                             |
| 1.                                | 2020                              | Nowy Jork                         | Twarda                            | 6:1, 3:6, 6:1                     |

| Lista spotkań z Coco Gauff: | Lista spotkań z Coco Gauff: | Lista spotkań z Coco Gauff: | Lista spotkań z Coco Gauff: | Lista spotkań z Coco Gauff: |
| --------------------------- | --------------------------- | --------------------------- | --------------------------- | --------------------------- |
| Nr                          | Rok                         | Turniej                     | Nawierzchnia                | Wynik                       |
| 1.                          | 2021                        | US Open                     | Twarda                      | 7:5, 3:6, 4:6               |
| 2.                          | 2024                        | Wuhan                       | Twarda                      | 0:6, 4:6                    |
| 1.                          | 2025                        | Miami                       | Twarda                      | 6:4, 6:4                    |
| 3.                          | 2025                        | Rzym                        | Ceglana                     | 5:7, 3:6                    |

| Lista spotkań z Jessicą Pegulą: | Lista spotkań z Jessicą Pegulą: | Lista spotkań z Jessicą Pegulą: | Lista spotkań z Jessicą Pegulą: | Lista spotkań z Jessicą Pegulą: |
| ------------------------------- | ------------------------------- | ------------------------------- | ------------------------------- | ------------------------------- |
| Nr                              | Rok                             | Turniej                         | Nawierzchnia                    | Wynik                           |
| 1.                              | 2023                            | Miami                           | Twarda                          | 1:6, 5:7                        |
| 2.                              | 2024                            | Charleston                      | Ceglana                         | 2:6, 2:6                        |
| 3.                              | 2025                            | Indian Wells                    | Twarda                          | 4:6, 2:6                        |
| 1.                              | 2025                            | Cincinnati                      | Twarda                          | 7:6(5), 3:6, 6:3                |

| Lista spotkań z Jeleną Rybakiną: | Lista spotkań z Jeleną Rybakiną: | Lista spotkań z Jeleną Rybakiną: | Lista spotkań z Jeleną Rybakiną: | Lista spotkań z Jeleną Rybakiną: |
| -------------------------------- | -------------------------------- | -------------------------------- | -------------------------------- | -------------------------------- |
| Nr                               | Rok                              | Turniej                          | Nawierzchnia                     | Wynik                            |
| 1.                               | 2021                             | Ostrawa                          | Twarda (hala)                    | 3:6, 6:2, 1:6                    |
| 2.                               | 2023                             | Astana                           | Ceglana (hala)                   | 4:6, 2:6                         |
| 3.                               | 2025                             | Strasburg                        | Ceglana                          | 5:7, 3:6                         |

| Lista spotkań z Marią Sakari: | Lista spotkań z Marią Sakari: | Lista spotkań z Marią Sakari: | Lista spotkań z Marią Sakari: | Lista spotkań z Marią Sakari: |
| ----------------------------- | ----------------------------- | ----------------------------- | ----------------------------- | ----------------------------- |
| Nr                            | Rok                           | Turniej                       | Nawierzchnia                  | Wynik                         |
| 1.                            | 2019                          | Hobart                        | Twarda                        | 3:6, 6:2, 6:4                 |
| 1.                            | 2025                          | Madryt                        | Ceglana                       | 6:7(5), 3:6                   |
| 2.                            | 2025                          | Rzym                          | Ceglana                       | 1:6, 6:4, 6:1                 |

| Lista spotkań ze Sloane Stephens: | Lista spotkań ze Sloane Stephens: | Lista spotkań ze Sloane Stephens: | Lista spotkań ze Sloane Stephens: | Lista spotkań ze Sloane Stephens: |
| --------------------------------- | --------------------------------- | --------------------------------- | --------------------------------- | --------------------------------- |
| Nr                                | Rok                               | Turniej                           | Nawierzchnia                      | Wynik                             |
| 1.                                | 2015                              | Waszyngton                        | Twarda                            | 2:6, 1:6                          |
| 2.                                | 2016                              | Kailua                            | Twarda                            | 2:6, 4:6                          |
| 3.                                | 2019                              | Pekin                             | Twarda                            | 5:7, 3:6                          |
| 4.                                | 2024                              | Rouen                             | Ceglana                           | 1:6, 6:2, 2:6                     |

| Lista spotkań z Eliną Switoliną: | Lista spotkań z Eliną Switoliną: | Lista spotkań z Eliną Switoliną: | Lista spotkań z Eliną Switoliną: | Lista spotkań z Eliną Switoliną: |
| -------------------------------- | -------------------------------- | -------------------------------- | -------------------------------- | -------------------------------- |
| Nr                               | Rok                              | Turniej                          | Nawierzchnia                     | Wynik                            |
| 1.                               | 2017                             | Paryż                            | Ceglana                          | 4:6, 5:7                         |
| 2.                               | 2020                             | Strasburg                        | Ceglana                          | 6:7(0), 5:7                      |
| 1.                               | 2021                             | Wimbledon                        | Trawiasta                        | 6:3, 6:4                         |
| 3.                               | 2024                             | Wimbledon                        | Trawiasta                        | 5:7, 7:6(9), 3:6                 |

| Lista spotkań z Belindą Bencic: | Lista spotkań z Belindą Bencic: | Lista spotkań z Belindą Bencic: | Lista spotkań z Belindą Bencic: | Lista spotkań z Belindą Bencic: |
| ------------------------------- | ------------------------------- | ------------------------------- | ------------------------------- | ------------------------------- |
| Nr                              | Rok                             | Turniej                         | Nawierzchnia                    | Wynik                           |
| 1.                              | 2023                            | Wimbledon                       | Trawiasta                       | 3:6, 1:6                        |

| Lista spotkań z Kiki Bertens: | Lista spotkań z Kiki Bertens: | Lista spotkań z Kiki Bertens: | Lista spotkań z Kiki Bertens: | Lista spotkań z Kiki Bertens: |
| ----------------------------- | ----------------------------- | ----------------------------- | ----------------------------- | ----------------------------- |
| Nr                            | Rok                           | Turniej                       | Nawierzchnia                  | Wynik                         |
| 1.                            | 2019                          | Indian Wells                  | Twarda                        | 4:6, 1:6                      |

| Lista spotkań z Dominiką Cibulkovą: | Lista spotkań z Dominiką Cibulkovą: | Lista spotkań z Dominiką Cibulkovą: | Lista spotkań z Dominiką Cibulkovą: | Lista spotkań z Dominiką Cibulkovą: |
| ----------------------------------- | ----------------------------------- | ----------------------------------- | ----------------------------------- | ----------------------------------- |
| Nr                                  | Rok                                 | Turniej                             | Nawierzchnia                        | Wynik                               |
| 1.                                  | 2016                                | US Open                             | Twarda                              | 2:6, 3:6                            |

| Lista spotkań z Caroline Garcią: | Lista spotkań z Caroline Garcią: | Lista spotkań z Caroline Garcią: | Lista spotkań z Caroline Garcią: | Lista spotkań z Caroline Garcią: |
| -------------------------------- | -------------------------------- | -------------------------------- | -------------------------------- | -------------------------------- |
| Nr                               | Rok                              | Turniej                          | Nawierzchnia                     | Wynik                            |
| 1.                               | 2017                             | Strasburg                        | Ceglana                          | 3:6, 3:6                         |
| 1.                               | 2023                             | Australian Open                  | Twarda                           | 7:6(3), 6:4                      |

| Lista spotkań z Sofia Kenin: | Lista spotkań z Sofia Kenin: | Lista spotkań z Sofia Kenin: | Lista spotkań z Sofia Kenin: | Lista spotkań z Sofia Kenin: |
| ---------------------------- | ---------------------------- | ---------------------------- | ---------------------------- | ---------------------------- |
| Nr                           | Rok                          | Turniej                      | Nawierzchnia                 | Wynik                        |
| 1.                           | 2017                         | Indian Wells                 | Twarda                       | 7:5, 6:0                     |
| 2.                           | 2018                         | Madryt                       | Ceglana                      | 6:3, 6:4                     |

| Lista spotkań z Johanną Kontą: | Lista spotkań z Johanną Kontą: | Lista spotkań z Johanną Kontą: | Lista spotkań z Johanną Kontą: | Lista spotkań z Johanną Kontą: |
| ------------------------------ | ------------------------------ | ------------------------------ | ------------------------------ | ------------------------------ |
| Nr                             | Rok                            | Turniej                        | Nawierzchnia                   | Wynik                          |
| 1.                             | 2021                           | Miami                          | Twarda                         | 4:6, 5:7                       |

| Lista spotkań z Samanthą Stosur: | Lista spotkań z Samanthą Stosur: | Lista spotkań z Samanthą Stosur: | Lista spotkań z Samanthą Stosur: | Lista spotkań z Samanthą Stosur: |
| -------------------------------- | -------------------------------- | -------------------------------- | -------------------------------- | -------------------------------- |
| Nr                               | Rok                              | Turniej                          | Nawierzchnia                     | Wynik                            |
| 1.                               | 2016                             | Wimbledon                        | Trawiasta                        | 5:7, 3:6                         |

| Lista spotkań z Danielą Hantuchovą: | Lista spotkań z Danielą Hantuchovą: | Lista spotkań z Danielą Hantuchovą: | Lista spotkań z Danielą Hantuchovą: | Lista spotkań z Danielą Hantuchovą: |
| ----------------------------------- | ----------------------------------- | ----------------------------------- | ----------------------------------- | ----------------------------------- |
| Nr                                  | Rok                                 | Turniej                             | Nawierzchnia                        | Wynik                               |
| 1.                                  | 2015                                | Nottingham                          | Trawiasta                           | 6:2, 4:6, 7:6(4)                    |

| Lista spotkań z Jeļeną Ostapenko: | Lista spotkań z Jeļeną Ostapenko: | Lista spotkań z Jeļeną Ostapenko: | Lista spotkań z Jeļeną Ostapenko: | Lista spotkań z Jeļeną Ostapenko: |
| --------------------------------- | --------------------------------- | --------------------------------- | --------------------------------- | --------------------------------- |
| Nr                                | Rok                               | Turniej                           | Nawierzchnia                      | Wynik                             |
| 1.                                | 2018                              | Tallinn                           | Twarda (hala)                     | 3:6, 3:6                          |
| 1.                                | 2020                              | Rzym                              | Ceglana                           | 6:4, 6:3                          |

| Lista spotkań z Jasmine Paolini: | Lista spotkań z Jasmine Paolini: | Lista spotkań z Jasmine Paolini: | Lista spotkań z Jasmine Paolini: | Lista spotkań z Jasmine Paolini: |
| -------------------------------- | -------------------------------- | -------------------------------- | -------------------------------- | -------------------------------- |
| Nr                               | Rok                              | Turniej                          | Nawierzchnia                     | Wynik                            |
| 1.                               | 2023                             | Birmingham                       | Trawiasta                        | 3:6, 7:5, 6:4                    |
| 1.                               | 2024                             | Paryż                            | Ceglana                          | 4:6, 1:6                         |
| 2.                               | 2024                             | Pekin                            | Twarda                           | 6:4, 6:0                         |
| 2.                               | 2025                             | Miami                            | Twarda                           | 3:6, 2:6                         |

| Lista spotkań z Lucie Šafářovą: | Lista spotkań z Lucie Šafářovą: | Lista spotkań z Lucie Šafářovą: | Lista spotkań z Lucie Šafářovą: | Lista spotkań z Lucie Šafářovą: |
| ------------------------------- | ------------------------------- | ------------------------------- | ------------------------------- | ------------------------------- |
| Nr                              | Rok                             | Turniej                         | Nawierzchnia                    | Wynik                           |
| 1.                              | 2017                            | Budapeszt                       | Twarda (hala)                   | 0:6, 7:5, 6:7(4)                |

| Lista spotkań z Carlą Suárez Navarro: | Lista spotkań z Carlą Suárez Navarro: | Lista spotkań z Carlą Suárez Navarro: | Lista spotkań z Carlą Suárez Navarro: | Lista spotkań z Carlą Suárez Navarro: |
| ------------------------------------- | ------------------------------------- | ------------------------------------- | ------------------------------------- | ------------------------------------- |
| Nr                                    | Rok                                   | Turniej                               | Nawierzchnia                          | Wynik                                 |
| 1.                                    | 2023                                  | Madryt                                | Ceglana                               | 3:6, 3:6                              |
| 1.                                    | 2024                                  | Paryż                                 | Ceglana                               | 6:3, 6:4                              |
| 2.                                    | 2024                                  | Pekin                                 | Twarda                                | 1:6, 3:6                              |

| Lista spotkań z Carlą Suárez Navarro: | Lista spotkań z Carlą Suárez Navarro: | Lista spotkań z Carlą Suárez Navarro: | Lista spotkań z Carlą Suárez Navarro: | Lista spotkań z Carlą Suárez Navarro: |
| ------------------------------------- | ------------------------------------- | ------------------------------------- | ------------------------------------- | ------------------------------------- |
| Nr                                    | Rok                                   | Turniej                               | Nawierzchnia                          | Wynik                                 |
| 1.                                    | 2019                                  | San Jose                              | Twarda                                | 3:6, 3:6                              |

| Lista spotkań z Flavią Pennettą: | Lista spotkań z Flavią Pennettą: | Lista spotkań z Flavią Pennettą: | Lista spotkań z Flavią Pennettą: | Lista spotkań z Flavią Pennettą: |
| -------------------------------- | -------------------------------- | -------------------------------- | -------------------------------- | -------------------------------- |
| Nr                               | Rok                              | Turniej                          | Nawierzchnia                     | Wynik                            |
| 1.                               | 2015                             | French Open                      | Ceglana                          | 3:6, 7:5, 1:6                    |

| Lista spotkań z Markétą Vondroušovą | Lista spotkań z Markétą Vondroušovą | Lista spotkań z Markétą Vondroušovą | Lista spotkań z Markétą Vondroušovą | Lista spotkań z Markétą Vondroušovą |
| ----------------------------------- | ----------------------------------- | ----------------------------------- | ----------------------------------- | ----------------------------------- |
| Nr                                  | Rok                                 | Turniej                             | Nawierzchnia                        | Wynik                               |
| 1.                                  | 2023                                | Madryt                              | Ceglana                             | 7:6(1), 4:6, 6:4                    |

| Lista spotkań z Danielle Collins: | Lista spotkań z Danielle Collins: | Lista spotkań z Danielle Collins: | Lista spotkań z Danielle Collins: | Lista spotkań z Danielle Collins: |
| --------------------------------- | --------------------------------- | --------------------------------- | --------------------------------- | --------------------------------- |
| Nr                                | Rok                               | Turniej                           | Nawierzchnia                      | Wynik                             |
| 1.                                | 2018                              | Indian Wells                      | Twarda                            | 7:5, 6:7(0), 4:6                  |
| 1.                                | 2025                              | Waszyngton                        | Twarda                            | 7:5, 6:4                          |

| Lista spotkań z Madison Keys: | Lista spotkań z Madison Keys: | Lista spotkań z Madison Keys: | Lista spotkań z Madison Keys: | Lista spotkań z Madison Keys: |
| ----------------------------- | ----------------------------- | ----------------------------- | ----------------------------- | ----------------------------- |
| Nr                            | Rok                           | Turniej                       | Nawierzchnia                  | Wynik                         |
| 1.                            | 2022                          | Guadalajara                   | Twarda                        | 3:6, 3:6                      |
| 1.                            | 2022                          | Glasgow                       | Twarda (hala)                 | 6:4, 4:6, 6:2                 |
| 2.                            | 2023                          | Sydney                        | Twarda                        | 4:6, 2:6                      |
| 3.                            | 2023                          | Charleston                    | Ceglana                       | 2:6, 6:3, 1:6                 |
| 4.                            | 2024                          | Strasburg                     | Ceglana                       | 1:6, 3:6                      |

| Lista spotkań z Robertą Vinci: | Lista spotkań z Robertą Vinci: | Lista spotkań z Robertą Vinci: | Lista spotkań z Robertą Vinci: | Lista spotkań z Robertą Vinci: |
| ------------------------------ | ------------------------------ | ------------------------------ | ------------------------------ | ------------------------------ |
| Nr                             | Rok                            | Turniej                        | Nawierzchnia                   | Wynik                          |
| 1.                             | 2017                           | New Heaven                     | Twarda                         | 6:3, 6:1                       |

| Lista spotkań z Zheng Qinwen: | Lista spotkań z Zheng Qinwen: | Lista spotkań z Zheng Qinwen: | Lista spotkań z Zheng Qinwen: | Lista spotkań z Zheng Qinwen: |
| ----------------------------- | ----------------------------- | ----------------------------- | ----------------------------- | ----------------------------- |
| Nr                            | Rok                           | Turniej                       | Nawierzchnia                  | Wynik                         |
| 1.                            | 2022                          | Miami                         | Twarda                        | 7:6(4), 6:4                   |
| 1.                            | 2024                          | Doha                          | Twarda                        | 2:6, 6:2, 3:6                 |

| Lista spotkań z Darją Kasatkiną: | Lista spotkań z Darją Kasatkiną: | Lista spotkań z Darją Kasatkiną: | Lista spotkań z Darją Kasatkiną: | Lista spotkań z Darją Kasatkiną: |
| -------------------------------- | -------------------------------- | -------------------------------- | -------------------------------- | -------------------------------- |
| Nr                               | Rok                              | Turniej                          | Nawierzchnia                     | Wynik                            |
| 1.                               | 2018                             | Australian Open                  | Twarda                           | 7:6(4), 6:2                      |
| 1.                               | 2021                             | San Jose                         | Twarda                           | 4:6, 6:3, 4:6                    |
| 2.                               | 2021                             | Cleveland                        | Twarda                           | 6:1, 6:2                         |
| 2.                               | 2022                             | Australian Open                  | Twarda                           | 2:6, 3:6                         |
| 3.                               | 2023                             | Zhuhai                           | Twarda                           | 3:6, 4:6                         |
| 4.                               | 2024                             | Brisbane                         | Twarda                           | 4:6, 2:6                         |
| 3.                               | 2024                             | Wuhan                            | Twarda                           | 6:2, 6:3                         |

| Lista spotkań z Emmą Navarro: | Lista spotkań z Emmą Navarro: | Lista spotkań z Emmą Navarro: | Lista spotkań z Emmą Navarro: | Lista spotkań z Emmą Navarro: |
| ----------------------------- | ----------------------------- | ----------------------------- | ----------------------------- | ----------------------------- |
| Nr                            | Rok                           | Turniej                       | Nawierzchnia                  | Wynik                         |
| 1.                            | 2024                          | Toronto                       | Twarda                        | 2:6, 4:6                      |

| Lista spotkań z Timeą Bacsinszky: | Lista spotkań z Timeą Bacsinszky: | Lista spotkań z Timeą Bacsinszky: | Lista spotkań z Timeą Bacsinszky: | Lista spotkań z Timeą Bacsinszky: |
| --------------------------------- | --------------------------------- | --------------------------------- | --------------------------------- | --------------------------------- |
| Nr                                | Rok                               | Turniej                           | Nawierzchnia                      | Wynik                             |
| 1.                                | 2014                              | Kanton                            | Twarda                            | 2:6, 6:4, 4:6                     |

| Lista spotkań z Andreą Petković: | Lista spotkań z Andreą Petković: | Lista spotkań z Andreą Petković: | Lista spotkań z Andreą Petković: | Lista spotkań z Andreą Petković: |
| -------------------------------- | -------------------------------- | -------------------------------- | -------------------------------- | -------------------------------- |
| Nr                               | Rok                              | Turniej                          | Nawierzchnia                     | Wynik                            |
| 1.                               | 2016                             | Birmingham                       | Trawiasta                        | 4:6, 2:6                         |

| Lista spotkań z Coco Vandeweghe: | Lista spotkań z Coco Vandeweghe: | Lista spotkań z Coco Vandeweghe: | Lista spotkań z Coco Vandeweghe: | Lista spotkań z Coco Vandeweghe: |
| -------------------------------- | -------------------------------- | -------------------------------- | -------------------------------- | -------------------------------- |
| Nr                               | Rok                              | Turniej                          | Nawierzchnia                     | Wynik                            |
| 1.                               | 2021                             | Chicago                          | Twarda                           | 6:1, 6:4                         |

| Lista spotkań z Beatriz Haddad Maią: | Lista spotkań z Beatriz Haddad Maią: | Lista spotkań z Beatriz Haddad Maią: | Lista spotkań z Beatriz Haddad Maią: | Lista spotkań z Beatriz Haddad Maią: |
| ------------------------------------ | ------------------------------------ | ------------------------------------ | ------------------------------------ | ------------------------------------ |
| Nr                                   | Rok                                  | Turniej                              | Nawierzchnia                         | Wynik                                |
| 1.                                   | 2023                                 | Rzym                                 | Ceglana                              | 5:7, 4:6                             |
| 2.                                   | 2024                                 | Abu Zabi                             | Twarda                               | 6:7(6), 7:6(1), 1:6                  |

| Lista spotkań z Kristiną Mladenovic: | Lista spotkań z Kristiną Mladenovic: | Lista spotkań z Kristiną Mladenovic: | Lista spotkań z Kristiną Mladenovic: | Lista spotkań z Kristiną Mladenovic: |
| ------------------------------------ | ------------------------------------ | ------------------------------------ | ------------------------------------ | ------------------------------------ |
| Nr                                   | Rok                                  | Turniej                              | Nawierzchnia                         | Wynik                                |
| 1.                                   | 2011                                 | Casablanca                           | Ceglana                              | 3:6, 2:6                             |
| 1.                                   | 2019                                 | Cincinnati                           | Twarda                               | 6:2, 7:5                             |
| 2.                                   | 2022                                 | Seul                                 | Twarda                               | 4:6, 7:6(5), 6:2                     |

| Lista spotkań z Karolíną Muchovą: | Lista spotkań z Karolíną Muchovą: | Lista spotkań z Karolíną Muchovą: | Lista spotkań z Karolíną Muchovą: | Lista spotkań z Karolíną Muchovą: |
| --------------------------------- | --------------------------------- | --------------------------------- | --------------------------------- | --------------------------------- |
| Nr                                | Rok                               | Turniej                           | Nawierzchnia                      | Wynik                             |
| 1.                                | 2019                              | Nowy Jork                         | Twarda                            | 6:7(4), 6:4, 7:6(3)               |
| 1.                                | 2019                              | Seul                              | Twarda                            | 1:6, 1:6                          |
| 2.                                | 2020                              | Doha                              | Twarda                            | 3:6, 1:6                          |
| 3.                                | 2024                              | Eastbourne                        | Trawiasta                         | 4:6, 1:6                          |

| Lista spotkań z Emmą Raducanu: | Lista spotkań z Emmą Raducanu: | Lista spotkań z Emmą Raducanu: | Lista spotkań z Emmą Raducanu: | Lista spotkań z Emmą Raducanu: |
| ------------------------------ | ------------------------------ | ------------------------------ | ------------------------------ | ------------------------------ |
| Nr                             | Rok                            | Turniej                        | Nawierzchnia                   | Wynik                          |
| 1.                             | 2022                           | Seul                           | Twarda                         | 2:6, 2:6                       |
| 2.                             | 2023                           | Indian Wells                   | Twarda                         | 6:7(3), 2:6                    |

## Zwycięstwa nad zawodniczkami klasyfikowanymi w danym momencie w czołowej dziesiątce rankingu WTA
Stan na 15.08.2025
| Rok     | 2021 | 2022 | 2023 | 2024 | 2025 | Łącznie |
| Wygrane | 2    | 1    | 1    | 1    | 2    | 7       |

| Lp.  | Zawodnik        | Ranking | Turniej                     | Nawierzchnia | Runda    | Wynik            |
| ---- | --------------- | ------- | --------------------------- | ------------ | -------- | ---------------- |
| 2021 |                 |         |                             |              |          |                  |
| 1.   | Ashleigh Barty  | Nr 1    | French Open, Paryż          | Ceglana      | 2. runda | 6:1, 2:2 krecz   |
| 2.   | Elina Switolina | Nr 5    | Wimbledon, Londyn           | Trawiasta    | 2. runda | 6:3, 6:4         |
| 2022 |                 |         |                             |              |          |                  |
| 3.   | Uns Dżabir      | Nr 6    | French Open, Paryż          | Ceglana      | 1. runda | 3:6, 7:6(4), 7:5 |
| 2023 |                 |         |                             |              |          |                  |
| 4.   | Caroline Garcia | Nr 4    | Australian Open, Melbourne  | Twarda       | 4. runda | 7:6(3), 6:4      |
| 2024 |                 |         |                             |              |          |                  |
| 5.   | Jasmine Paolini | Nr 5    | China Open, Pekin           | Twarda       | 3. runda | 6:4, 6:0         |
| 2025 |                 |         |                             |              |          |                  |
| 6.   | Coco Gauff      | Nr 3    | Miami Open, Miami           | Twarda       | 4. runda | 6:4, 6:4         |
| 7.   | Jessica Pegula  | Nr 4    | Cincinnati Open, Cincinnati | Twarda       | 3. runda | 7:6(5), 3:6, 6:3 |